# Китайско-российские отношения
Китай и Россия – две страны, имеющие важное влияние
в мире, несут особую ответственность за поддержание мира на планете и содействие совместному развитию.
Китайско-российские отношения — двусторонние взаимоотношения между Китайской Народной Республикой (КНР) и Российской Федерацией, а в исторической ретроспективе — между рядами государств-предшественников, существовавших на современной территории этих государств на протяжении последних 400 лет (см. История России, История Китая).
На современном этапе китайско-российское взаимодействие характеризуется широким спектром областей сотрудничества, включающих интенсивные контакты на высшем уровне, торгово-экономические и гуманитарные связи, сотрудничество на международной арене, в том числе в Совете безопасности ООН, совместное участие в международных и региональных организациях (ШОС, БРИКС) и других.
Китай имеет 7 консульств в России: Москве (при Посольстве), Иркутске, Екатеринбурге, Казани, Санкт-Петербурге, Владивостоке и Хабаровске.
Россия имеет 6 консульств в Китае: Пекине (при Посольстве), Шанхае, Шэньяне, Гонконге, Гуанчжоу, Харбине.

## История отношений

### Русские княжества и Империя Юань
Первые контакты между русскими княжествами и Китаем относятся к XIII—XIV векам, ко времени правления в Китае монгольской династии Юань.
Согласно «Истории династии Юань», в первый год правления под девизом «Чжишунь» (1329) взятые в плен русские обороняли в Китае границы и обрабатывали землю в качестве военных поселенцев. Правительство империи Юань учредило в Пекине специальный орган, который отвечал за управление ими.
В Пекине русских пленников зачислили в ханскую гвардию, в которой были сформированы полки: кипчакский (из кипчаков — половцев), асу (из асов — аланов) и русский. Формирование ханской гвардии, составленное из русских, называлось «Охранный русский полк, прославившийся верноподданностью» (宣忠斡罗思卫亲军 Сюаньчжун олосы вэй циньцзюнь). Сведений о первоначальной численности полка не сохранилось, но известно, что в 1331 году к нему было приписано 600 человек. В «Истории династии Юань» за 1332 год упоминается о прибытии в Пекин полонённых русских трижды, численностью 170, 2500 и 30 человек со 103 подростками.
Также есть упоминание о назначении монгольского полководца Бояня командиром монгольского, кипчакского и русского полков.
В XVI веке при Иване Грозном было снаряжено 2 посольства для поиска пути в Китай через Среднюю Азию и Монголию.

### Русское государствои китайская империя Мин

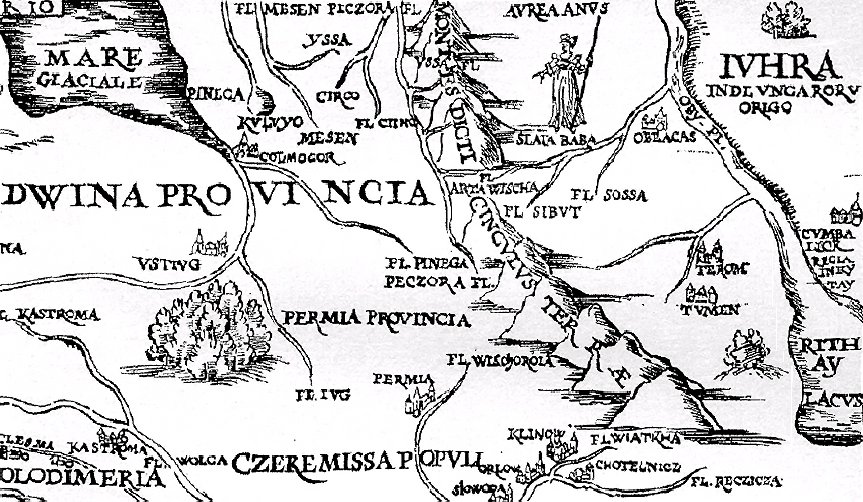
Cumbalick regia in Kytay («Крепость Ханбалык [то есть Пекин] в Китае») и Kithay lacus («озеро Китай», из которого вытекает Обь), показанные Герберштейном (1549) у края его карты Московии — свидетельство того, что он слышал нечто о Китае во время своего пребывания в Москве

После монгольской династии Юань ко власти в Китае пришла династия Мин.
После основания Тобольска его воевода посылал казаков на Дальний Восток. Во второй половине XVII века русские казаки и крестьяне заселяли Забайкалье и Приамурский край, построили вдоль Амура несколько острогов, крупнейшими из которых были Албазин на левом берегу Амура и Нерчинск на реке Шилка.
- 1608 — первая попытка проникнуть в Китай. Царём Василием Шуйским подписывается указ об отправке посольства к Алтан-хану и в Китайское государство, но из-за войны между Шолой Убаши-хунтайджи и чёрными калмыками посольство не доехало до места назначения. В 1616 году отправляется новое посольство во главе с атаманом Василием Тюменцем. Делегация была принята Шолой Убаши-хунтайджи, но далее в Китай посольство не поехало, возвратившись в Москву. В XIX веке считалось, что первая русская делегация отправилась в Китай при Иване Грозном в 1567 году во главе с атаманами Иваном Петровым и Бурнашом Елычевым, что якобы следовало из древнерусской рукописи. Но позднее рукопись была признана подделкой, а сам факт путешествия — вымыслом.[9]
- 1618 — Тобольский воевода отправляет в Китай династии Мин посольство казака И. Петлина для установления отношений.
- 1641—1642 — Поездка казака Е. Вершинина в Китай.

### Русское государство и империя Цин

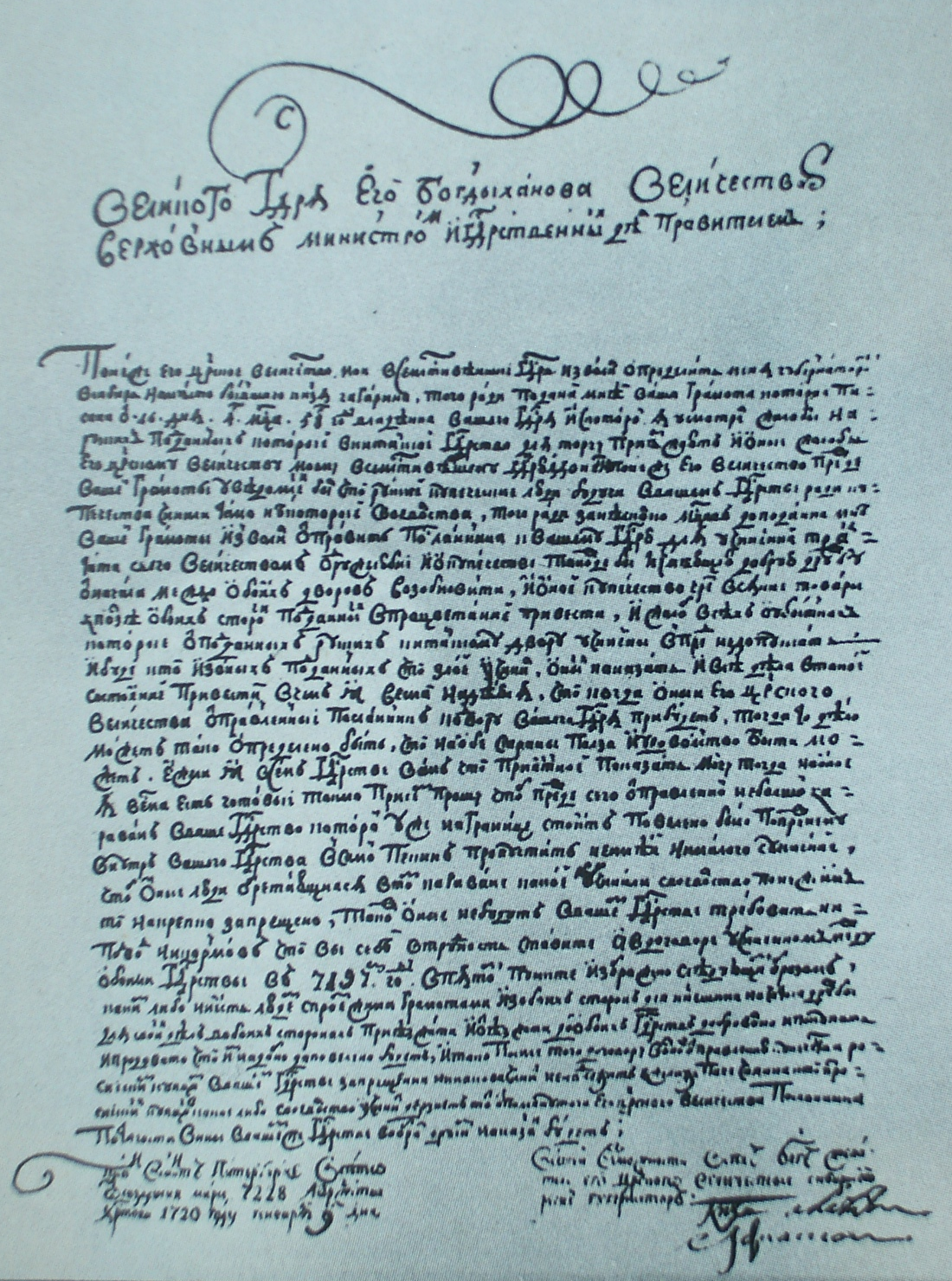
Из переписки правительства Петра I с правительством Китая эры Канси (1720)

В результате завоевательных походов маньчжуров в Китае установилась власть маньчжурской династии Цин.
- 1650-е — 1680-е — Русско-цинский пограничный конфликт. Борьба России и Китая за контроль над Приамурьем.
- 1654—1657 — посольство Ф. И. Байкова, потерпевшее дипломатическую неудачу, но составившее ряд подробных описаний и документов.
- 1675—1678 — посольство Спафария. Маньчжурская империя Цин, захватившая Китай, по-прежнему отказывается признавать русские поселения в Приамурье.
- 1684 — нападения маньчжурских войск на русские поселения, осада Албазина и Нерчинска.
- 1689 — Нерчинский договор — первый договор между Россией и империей Цин, установивший границу между государствами, порядок торговли и разрешения споров[10]. Подписан в ходе посольства Ф. Головина. Россия отказалась от претензий на значительные территории южнее Амура.
- 1727 — Буринский договор (Буринский трактат) подготовлен в период посольства Владиславича. Содержит уточнения границ по Нерчинскому договору.
- 1727 — Кяхтинский договор о разграничении и торговле между Россией и империей Цин, подготовлен в период Посольства Владиславича в ходе работы над Буринским договором.
- 1731 — в Санкт-Петербург прибыло первое китайское посольство[11].
- 1851 — подписан Кульджинский договор — торговый пакт России и Китая, территориально разграничивший сферы торгово-экономического влияния России и Китая в Восточном Туркестане.
- 1858 — ослабленная Второй опиумной войной, династия Цин подписывает с Россией Айгунский договор, по которому Россия получает Приамурье.
- 1860 — по окончании Второй опиумной войны между империей Цин и европейскими странами подписан ряд договоров (Пекинская конвенция), один из которых закрепляет положения Айгунского договора. Россия получает Приморье.
- 1864 — Чугучакский протокол, обеспечивший разграничение территорий в Центральной Азии. Этот протокол покончил с двойной выплатой дани казахами Российской и Китайской империям. После его подписания казахи Старшего жуза стали платить дань только Российской империи.
- 1868 — Манзовская война с китайскими колонистами (манзами), проживающими в Приморье.
- 1871 — Дунганское восстание приводит к исчезновению центрального контроля в Синьцзяне и установлению эфемерного государства Якуб бека в Кашгаре. Российские войска оккупируют Илийский край (Кульджу).
- 1871—1881 — Кульджинский кризис. Россия и Китай на грани войны из-за спора о статусе Илийского края.
- 1881 — Договор об Илийском крае (1881), обеспечивший разрешение конфликта между странами. Россия вернула Кульджу Китаю в обмен на часть территории в долине реки Или и у озера Зайсан, а также на выплату Китаем 9 млн рублей.
- 1896 — Союзный договор между Российской империей и Китаем (1896), по условиям которого Россия получила право постройки на территории Маньчжурии Китайско-восточной железной дороги. Заключение данного договора было навязано Китаю после его разгрома в Японо-китайской войне, с учётом отсутствия в китайской казне денежных средств.
- 1897 — заключение российско-китайской конвенции в результате ухудшения военного и экономического положения Китая. Россия обусловила свою помощь Китаю предоставлением ей Порт-Артура и Даляня в аренду. Российская эскадра занимает Порт-Артур.
- 1897—1903 — Россия строит первоначальную (наиболее прямую) линию Транссибирской магистрали, пересекающую Маньчжурию как Китайско-Восточная железная дорога. Сегодняшний маршрут, целиком проходящий по территории России, был закончен только в 1916 году.
- 1898 — русскими основан город Харбин — железнодорожная станция КВЖД.
- 1898 — подписана Русско-китайская конвенция, по которой Россия закрепила статус КВЖД и арендовала территории для доступа к морю, в том числе Порт-Артур.
- 1898 — на арендованной китайской территории русскими основан город Далянь (Дальний).
- 1900—1901 — участие российских войск в подавлении Ихэтуаньского восстания.
- 1905 — после поражения России в Русско-японской войне подписывается Портсмутский мирный договор, по которому Россия теряет арендуемые порты и ветку КВЖД от Порт-Артура до Куаньчэнцзы. Денонсируется Союзный договор между Российской империей и Китаем (1896).
- 1913 — Россия официально признала Китайскую республику.

### СССРи Китай

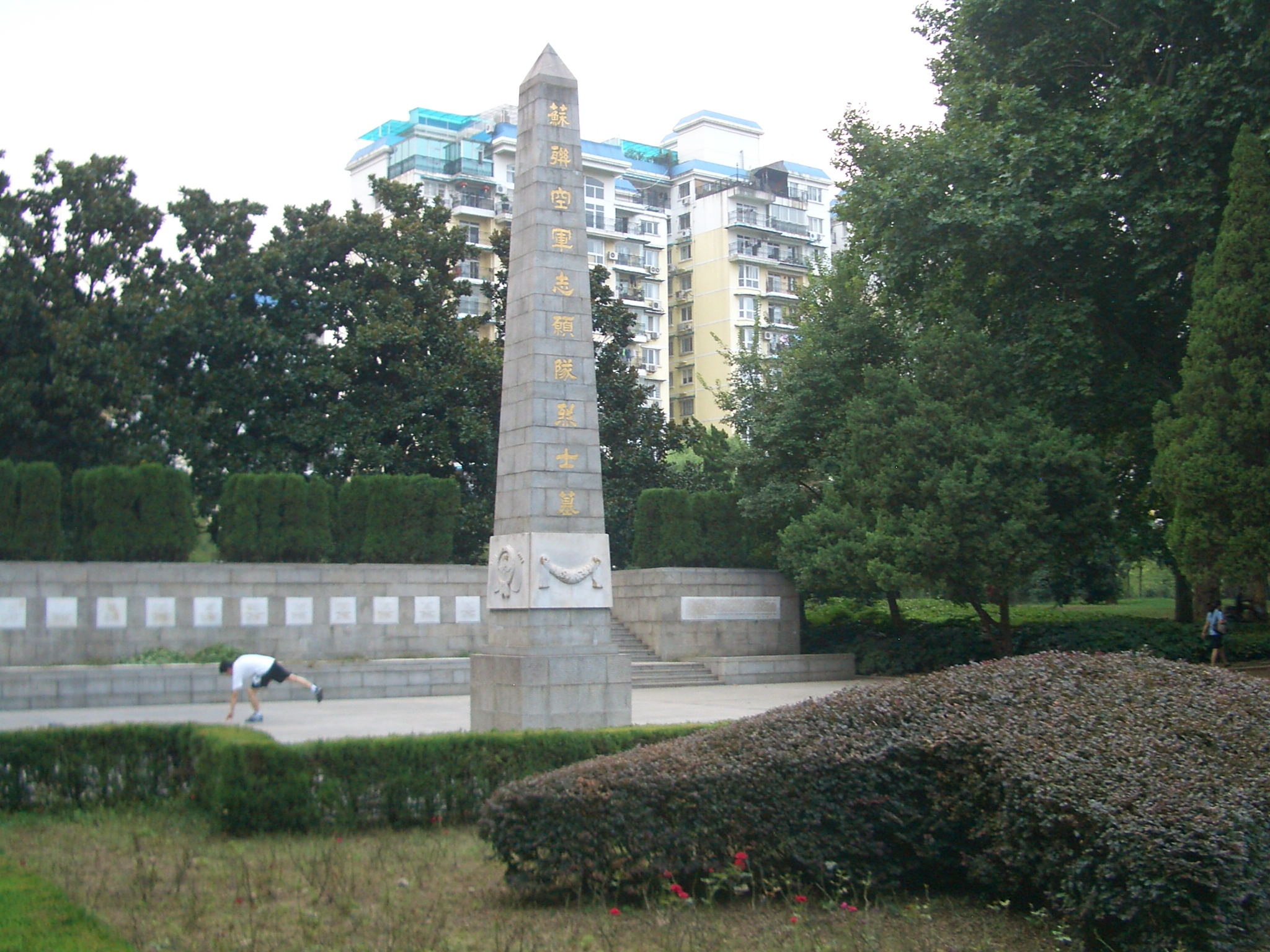
Памятник советским лётчикам в Ухане

«Люди всего мира, объединяйтесь для свержения американского империализма! Долой советский ревизионизм! Долой реакционеров всех стран!» — китайский пропагандистский плакат, 1969

- 1922 — после революции из России в Китай прибывают многочисленные беженцы. Русское население Харбина, Шанхая и других китайских городов увеличивается.
- 1927 — после неудачи, постигшей Кантонское восстание 1927 года, 14 декабря были разорваны дипломатические отношения между СССР и Китаем.
- 1929 — Гражданская война в Китае дестабилизирует обстановку в Маньчжурии. Китайское руководство пытается силой отобрать КВЖД у СССР. Конфликт на КВЖД.
- 1932 — между Китаем и СССР на Дальнем Востоке Японией создаётся государство Маньчжоу-го, враждебно настроенное по отношению к СССР.
- 1933—1934 — советская интервенция в Синьцзян в поддержку сепаратистского руководства региона.
- 1938 — с территории Маньчжоу-го в СССР вторгаются японские войска. В ходе операции в районе озера Хасан они разбиты советскими войсками. Конфликт повторяется в 1939 году на территории Монголии, у реки Халхин-Гол.
- 1937—1942 — советские специалисты, лётчики, военные советники оказывают содействие Китаю в войне против японских захватчиков.
- 1937—1938 — при участии нескольких тысяч советских специалистов китайские рабочие построили 2925-километровую автотрассу через Синьцзян для доставки грузов из СССР[12].

- 1938 — СССР и правительство Синьцзяна (после проведения с советской помощью геологоразведочных работ) заключили устное соглашение о строительстве нефтеперерабатывающего комбината в Тушанцзы на паритетных началах, которое завершилось к ноябрю 1940 года[13]. В 1939 — мае 1941 годов на месторождении было пробурено 9 скважин, суточный дебет сырой нефти составил 1,2 тонны[12].
- 16 июня 1939 — между СССР и Китаем заключён торговый договор[14].
- 1945 — СССР наносит поражение японской армии на территории Маньчжурии.
- 1945—1949 — при советской поддержке к власти в Китае приходит Мао Цзэдун и Коммунистическая партия Китая.
- 2 октября 1949 — Советский Союз первым из стран мира признаёт Китайскую Народную Республику, на следующий день после её учреждения.
- 1949—1956 — расцвет советско-китайских отношений. Советско-китайский договор о дружбе, союзе и взаимной помощи. Китаю оказывается помощь в строительстве государства, армии, обучении специалистов. Китаю вновь переданы Далянь, КВЖД. Генерал КГБ Николай Леонов отмечал, что по принятому руководством СССР решению КНР была передана вся советская разведывательная агентура, созданная на территории Китая к тому времени[15]. «Мы должны всемерно укреплять вечную, нерушимую братскую дружбу Советского Союза с великим китайским народом», — отмечает в своей речи на траурном митинге в день похорон Сталина председатель Совета министров СССР Г. М. Маленков[16]. «После победы в войне Советский Союз протянул нам руку помощи и дружбы для восстановления китайской экономики», — отмечает член Политбюро ЦК КПК Цао Ганчуань[17]. Кроме экономической помощи, СССР усиленно помогал КНР создавать современные армию и флот.[18]
- 29 сентября — 12 октября 1954 года состоялся первый визит в Китай советской партийно-правительственной делегации, приглашённой на 5-летие образования КНР. По итогам визита был подписан большой пакет соглашений, которые оказались поспешными и невыгодными для СССР. В частности, Китаю были безвозмездно переданы советские доли в совместных предприятиях в Синьцзяне и Даляне по добыче цветных и редких металлов, добыче и переработке нефти, строительству и ремонту судов и по организации и эксплуатации гражданского авиасообщения. Также было подписано соглашение «О выводе советских воинских частей из совместно используемой китайской военно-морской базы в городе Порт-Артур и о переходе этой базы в полное распоряжение КНР» до 31 мая 1955 года. На неформальных переговорах Н. С. Хрущёва и Мао Цзедуна они договорились о «равном статусе» обеих стран в международном рабочем и коммунистическом движении и разделении труда, по которому на Китай возлагалась ответственность за азиатский регион[19].
- 1956 — после прихода к власти Хрущёва и XX съезда (разоблачения и развенчания культа личности Сталина) отношения между двумя странами ухудшаются. Мао Цзэдун обвиняет советское правительство в ревизионизме и уступках Западу (в частности, во время Карибского кризиса). Руководители КНР считали ошибочной советскую идеологическую концепцию «мирного сосуществования»[20] и критику культа личности Сталина[19].
- На переговорах 2—3 октября 1959 года Мао Цзэдун во второй раз после встречи с Никитой Хрущёвым 31 июля — 3 августа 1958 года потребовал передачи Китаю ракетно-ядерных секретов, а также заявил, что решения XX съезда по поводу культа личности Сталина были необоснованы и недопустимы, поскольку Сталин был лидером не только КПСС, но и мирового коммунистического движения, в том числе китайского, и это «крайне осложнило обстановку в мировом коммунистическом движении и затруднило отношения между двумя партиями»[19].
- 18 августа 1960 года СССР отозвал из КНР всех специалистов и аннулировал ранее заключённые торговые договоры.
- 1963 — обмен письмами между ЦК КПСС и ЦК КПК, выражающими различия между их идеологическими позициями[21] .
- 1964 — Мао заявляет, что в СССР победил капитализм. Практически полный разрыв отношений между КПСС и КПК (см. также Советско-китайский раскол).
- 1966 — начало культурной революции в Китае. Осада хунвейбинами посольства СССР, нападения на сотрудников дипмиссии. Репрессии против членов руководства и рядового состава КПК, подозреваемых в симпатиях к Советскому Союзу.
- 1969 — вооружённые пограничные конфликты между СССР и Китаем возле острова Даманский (Приморье), реки Тасты и озера Жаланашколь (Казахстан).

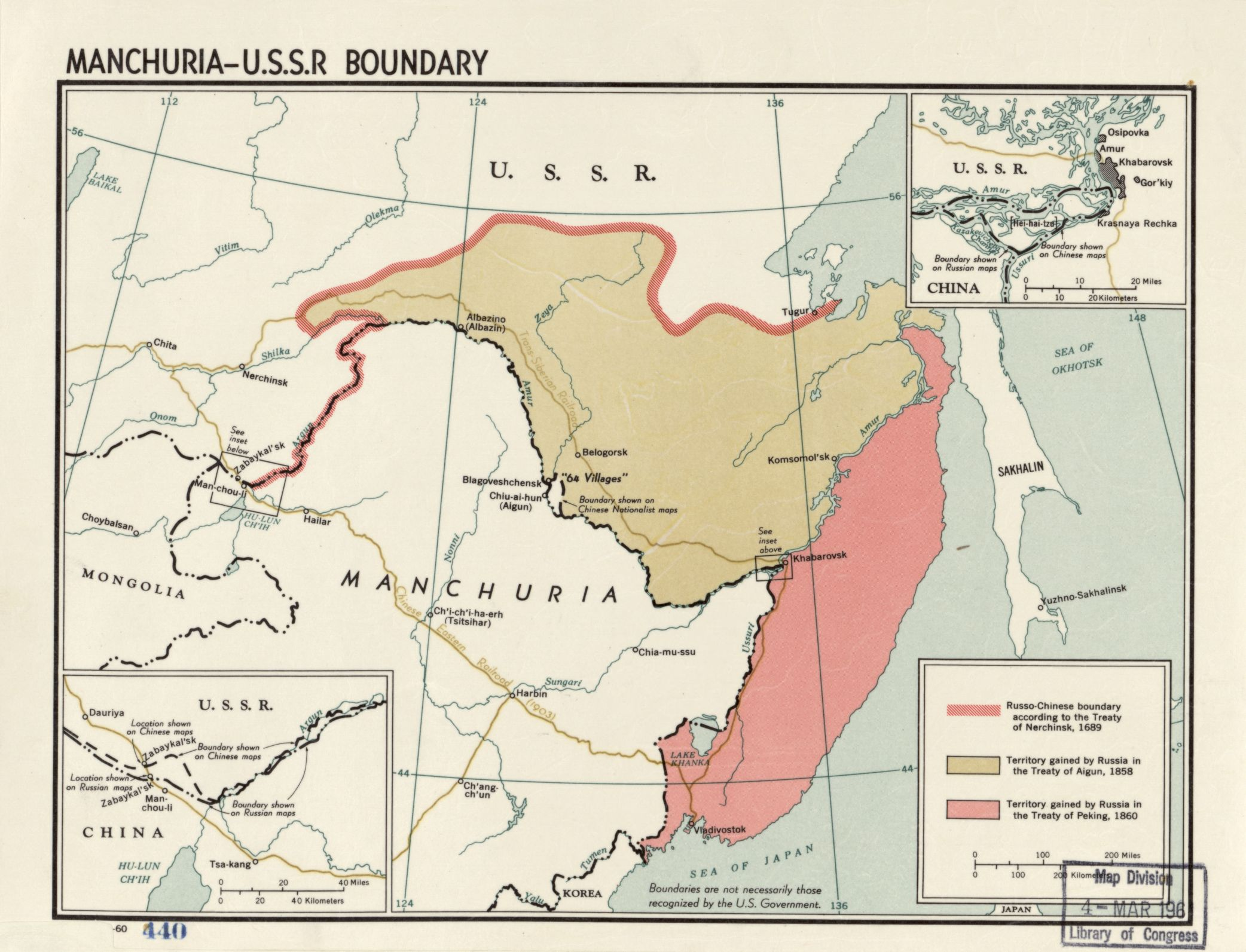
Карта территориальных изменений на Дальнем Востоке, по итогам которых в XIX в. к России отошли земли, которые маньчжурская династия Цин считала своими

- 11 сентября 1969 года в пекинском аэропорту премьер Госсовета КНР Чжоу Эньлай провёл встречу с председателем Совета Министров СССР Алексеем Косыгиным с целью урегулирования крайне напряжённых после вооружённых столкновений на восточных и западных участках китайско-советской границы отношений между двумя странами; встреча положила начало постепенной нормализации советско-китайских отношений, на ней было решено вновь назначить послов и активизировать торговые и экономические связи[22].

- 1984 — возобновление обмена студентами и стажёрами (по 70 человек с каждой стороны)[23].
- декабрь 1986 — открыты Генеральные консульства: китайское в Ленинграде и советское в Шанхае[23].
- 1989 — восстановление межпартийных связей, визит М. С. Горбачёва в Китай, нормализация отношений.

Историография
В КНР придаётся значение созданию «историй взаимоотношений» Китая и России: «Принципиальное содержание всех этих „историй“ одинаково. Суть его состоит в том, чтобы у читателей складывалось представление об истории как о практически непрерывных войнах или как о борьбе Китая против „агрессии“ и „неравноправия“ со стороны России с начала наших отношений в XVII в. до конца XX в.».
Некоторые российские эксперты считают, что в своих сочинениях китайские россиеведы начала XXI века намеренно подчёркивают и повторяют слова «война» и «враг» применительно к отношениям Китая с Россией, явно выполняя задачи, которые ставит перед ними пропагандистский отдел ЦК КПК.
Кроме того, в XXI веке официальная точка зрения КНР по-прежнему состоит в том, что в 1969 году имела место советская агрессия на острове Даманском и в районе озера Жаланашколь.

### Россия и Китай

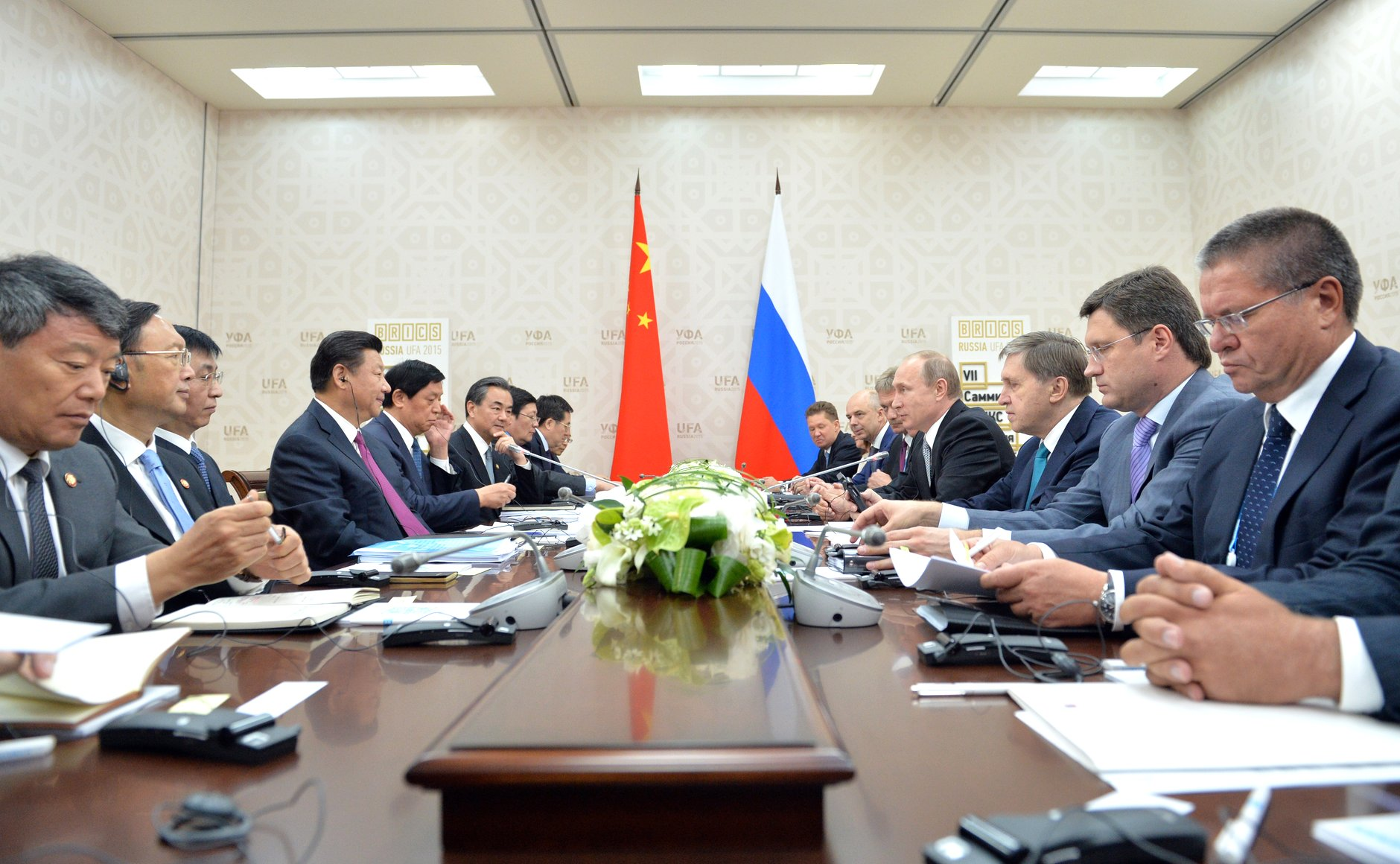
Переговоры России и Китая на саммите БРИКС в 2015 году.

С 1970 г. экономическое положение КНР относительно России (а до 1992 г. – СССР) существенно изменилось. Если в 1970 г. ВВП Советского Союза более чем в четыре раза превышал китайский, то к началу 1990-х гг. Китай обошёл постсоветскую Россию по этому показателю, а к 2010 г. ВВП КНР был в четыре раза выше российского.
- 1991 — после распада СССР начинается новая эра отношений между Россией и Китаем, поддерживаются официально хорошие отношения. Начиная с периода 1991—1996 гг., когда отношения между двумя государствами перешли от простой нормализации к добрососедскому партнёрству. 16 июля 2001 г. по инициативе председателя КНР Цзян Цзэминя был подписан договор о добрососедстве, дружбе и сотрудничестве[28]:
- 2001 — заключение Российско-китайского договора о добрососедстве, дружбе и сотрудничестве, создание Шанхайской организации сотрудничества.
- 2005 — ратифицирован договор об урегулировании спорных пограничных вопросов между двумя странами, в результате подписанного президентом России Владимиром Путиным и председателем КНР Ху Цзиньтао документа Китай получил ряд спорных территорий общей площадью 337 квадратных километров[29][30][31][32]. Проводятся первые совместные военные учения. На саммите ШОС принята декларация с призывом к США определить сроки вывода американских военных баз из бывших советских республик в Центральной Азии[источник не указан 309 дней].
- Как отмечает к. п. н. Елена Подолько: Россия и Китай впервые в истории двусторонних отношений провели в 2006 г. Год России в Китае и в 2007 г. — Год Китая в России, а в 2005 и в 2007 гг. — беспрецедентно масштабные военные антитеррористические учения поочерёдно в Китае и России с участием стран — членов ШОС[33].
  - 2007 — антитеррористические учения ШОС.
  - 2006 — год России в Китае.
  - 2007 — год Китая в России.
- 2009 — Программа сотрудничества между регионами Дальнего Востока и Восточной Сибири РФ и Северо-Востока КНР до 2018 г.[34]
- 2009 — год русского языка в Китае[35].
- 2010 — год китайского языка в России, завершение строительства ответвления на Китай нефтепровода Восточная Сибирь — Тихий океан.
- 2012 — год российского туризма в Китае (по статистике российской стороны, количество китайских туристов, побывавших в России в 2012 году, увеличилось на 47 % по сравнению с предыдущим годом[36]).
- 2013 — год китайского туризма в России.
- В начале 2022 года в российско-китайских отношениях произошли события, свидетельствующие о стратегическом сближении этих двух государств. После того как Китай публично поддержал позицию России по гарантиям европейской безопасности, российский президент В. Путин и председатель КНР Си Цзиньпин подписали 4 февраля в Пекине совместное заявление, в котором Россия продемонстрировала готовность оказать Китаю поддержку по ряду чувствительных региональных вопросов. Так, Россия и Китай декларировали приверженность принципу «одного Китая» и отвергли идею независимости Тайваня «в какой бы то ни было форме». [37][38]. Тогда же В. Путин и Си Цзиньпин провели переговоры, по итогам которых, в частности, было объявлено о новом контракте на поставку Китаю газа с дальневосточных месторождений[39]

Россия стала первой страной, которую лидер КНР Си Цзиньпин посетил в качестве главы государства — председателя КНР. Вице-премьер Госсовета КНР Ван Ян ранее отмечал, что это свидетельствует о том, что новое китайское руководство придаёт большое значение развитию отношений с Россией. Си Цзиньпин был одним из мировых лидеров, посетивших Россию для участия в праздновании 70-летия Победы в Великой Отечественной войне 9 мая 2015 года.

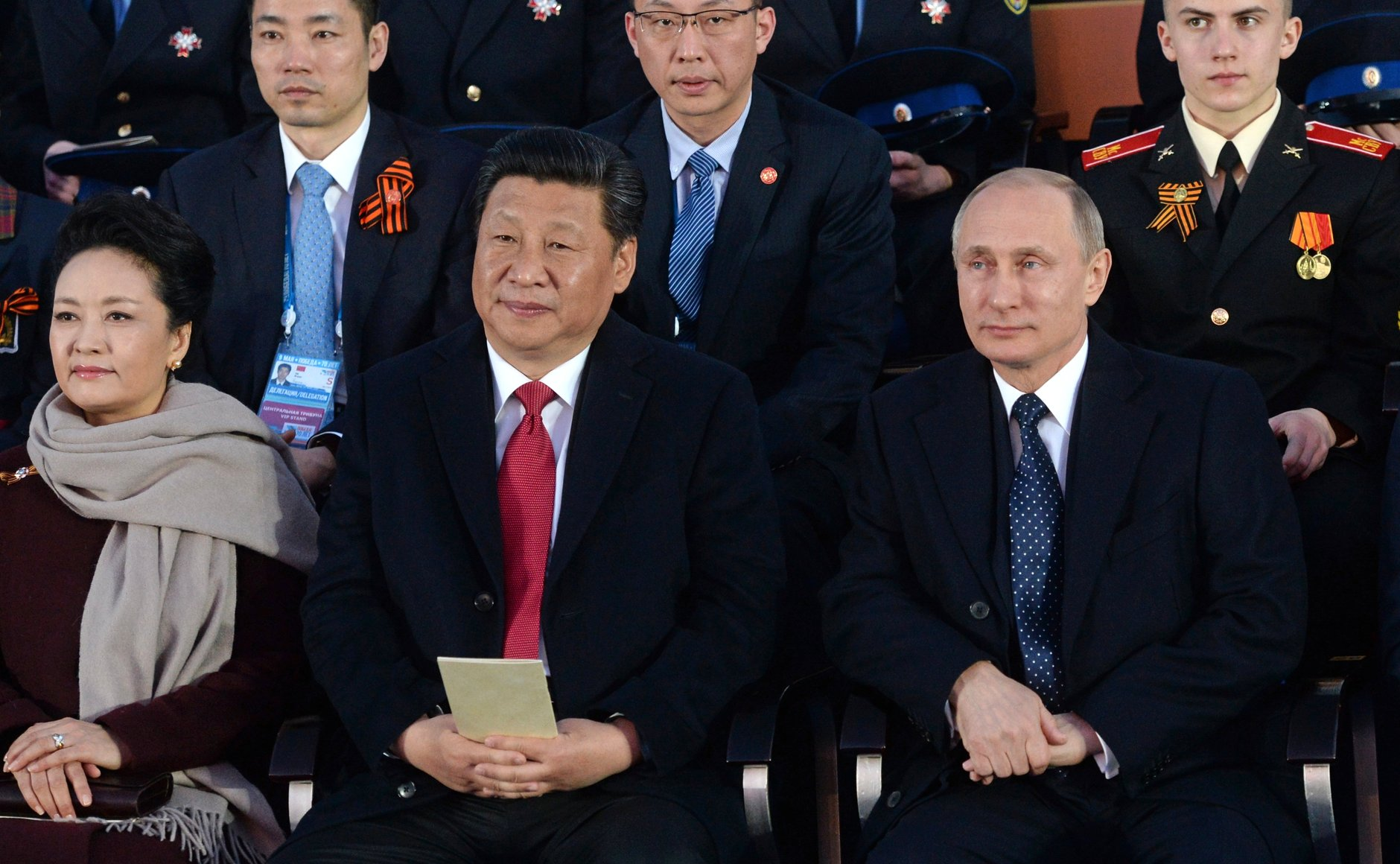
Си Цзиньпин и Владимир Путин на концерте в честь 70-летия Великой Победы, 9 мая 2015 года

В 2024 году торговые отношения России и КНР оказались в серьезном кризисе. Кризис связан с отказом китайских банков работать с российскими компаниями. Ситуация к середине августа: 90-95 % китайских банков с Россией работать отказываются. Причем не только в долларах или евро, но и в юанях. Россия — важный торговый партнер КНР, но компенсировать потери для обширной китайской экономики в условиях гипотетического разрыва с Западом российский рынок не сможет. Роль России в основном сводится к поставкам природных ресурсов, где всё работает бесперебойно. Имеет место быть мнение, что у китайского бизнеса за десять лет работы с Россией в условиях западного санкционного давления сложилось странное представление, будто бы их страна занимается благотворительностью, продавая свои товары в Россию и рискуя своим честным именем перед западными партнёрами, а Россия же только подставляет Китай и наживается на сотрудничестве. На фоне проблем экономики КНР было решено вернуться к установкам предшествующих десятилетий, включая ставку на открытость внешним связям. В результате российский потребитель продолжит покупать китайские товары (зачастую альтернативы им просто нет), но в стоимость продукции будут закладываться и повышенные комиссии платежным агентам, и завышенный курс при переводе валюты, и увеличенные страховые ставки на фрахт, и все те риски, с которыми сталкиваются в процессе торговли внешнеторговые фирмы.

#### Различные мнения на отношения стран
Существуют сомнения в том, что российско-китайское сотрудничество действительно выгодно и перспективно или по крайней мере может стать таковым для российской стороны. Торговые отношения продолжают крепнуть, однако они все больше устраивают интересы скорее Китая, чем России. Эксперт Стивен Дж. Бланк так оценивает перспективы российско-китайских отношений: «Политические и экономические неудачи России по развитию Дальнего Востока подорвали её стремление к стабильному статусу великой державы в Азии и её способность играть эту роль… Если эти тенденции сохранятся в текущем виде, Россия станет младшим партнёром Китая и поставщиком сырья, а не самостоятельной державой в Азии». Подобный вывод содержится и в докладе экспертов Европейского совета по международным отношениям: Китай находится в положении «развивающейся супердержавы, которая во все большей степени рассматривает Россию как младшего партнёра». Часть исследователей идёт в своих выводах гораздо дальше. Так, Б. Миронов считает, что принятие в конце 2014 г. закона 473-ФЗ поможет КНР юридически оформить фактическое (экономическое и демографическое) присоединение Дальнего Востока и Сибири. А Н. Михалков прямо указал на риск военного захвата этих территорий — при сохранении их слаборазвитости, малонаселённости, при высоком уровне коррупции и низкой боеготовности армии. Сочетание серьёзных внутренних проблем, вызванных перенаселением, острой нехваткой полезных ископаемых, земли и воды; характер закупаемых НОАК систем вооружений, и проводимых учений в приграничных к РФ военных округах, серьёзно беспокоит военных специалистов.

#### Общие тенденции развития отношений
Ещё до охлаждения связей с Западом, вызванной российско-украинской войной, В. Путин провозгласил «поворот на восток» приоритетом внешней политики РФ. Но основным торговым партнёром КНР является США, а не РФ, и значительная разница в экономическом потенциале «партнёров», как и различие интересов, создают предпосылки для того, чтобы сотрудничество было более выгодным для КНР, а не для РФ.
У ряда авторов вызывает беспокойство повышение экономической активности китайцев на территории РФ, особенно после принятия закона «О территориях опережающего социально-экономического развития в Российской Федерации» N 473-ФЗ, снимающего ограничения на, например, использование труда иностранных рабочих.
Варварская вырубка лесов китайскими предпринимателями лишает коренные народы Дальнего Востока и Сибири единственной среды обитания; и использование китайскими фермерами токсичных и запрещённых в РФ с/х ядохимикатов — уже вызвали возмущение и протесты обеспокоенных местных жителей.
В последние годы отношения Китая и России отмечены поступательным развитием двустороннего партнёрства, которое приобретает всеобъемлющий характер. По заявлениям официальных лиц, отношения Китая и России находятся на самом высоком в истории уровне, и по-прежнему сохраняется значительный потенциал продвижения практического сотрудничества в широком спектре областей. Актуальными задачами остаются выработка долгосрочного стратегического видения основ мирового развития, формулирование общих концептуальных позиций в различных регионах и разработка совместных инициатив в области безопасности. Общие усилия двух держав вносят позитивный вклад в решение проблем безопасности и развития в Афганистане, на Ближнем Востоке, в Африке, на Корейском полуострове и в других регионах. Приоритетным для России и Китая выступает сотрудничество на площадках Шанхайской организации сотрудничества и БРИКС.
Страны поддерживают традиционно высокий уровень взаимодействия в военно-технической и военной сферах. Проводятся регулярные обмены между военными структурами РФ и КНР, совместные учения. Россия и Китай осуществляют сотрудничество в сфере разработки системы предупреждения о ракетном нападении, что свидетельствует о высокой степени взаимного доверия в чувствительных областях.
В сложившемся соотношении базовых компонентов российско-китайского партнёрства просматривается определённая асимметрия — более продвинутое политическое и военно-стратегическое сотрудничество на фоне отстающих торгово-экономического и инвестиционного направлений.
Торгово-экономическое сотрудничество: взаимная торговля в 2019 году выросла на 3,4 %, достигнув показателя 110,76 млрд долл., совершенствовалась структура российско-китайского товарооборота, в частности увеличились поставки из России в Китай сельскохозяйственной продукции. Стороны работают над повышением доли расчетов в национальных валютах.
В 2020—2021 гг. проводятся Годы научно-технического и инновационного сотрудничества КНР и РФ. Развивается российско-китайское сотрудничество в культуре, значительно возросло количество совместных проектов в сфере кинематографа.
21 февраля 2023 года Китай в отношении российского вторжения на территорию Украины представил концепцию из шести пунктов, среди которых приверженность территориальной целостности и суверенитета всех стран и стремлении мирного урегулирования споров, при этом осудив угрозы ядерной войны.
22 февраля 2023 года глава канцелярии комиссии ЦК Китая по иностранным делам Ван И посетил Москву, где встретился с секретарем Совбеза Николаем Патрушевым. Затем на встрече с главой МИДа РФ Сергеем Лавровым, Ван И заявил, что Китай будет проводить самостоятельную внешнюю политику при этом рассчитывает на «выход на новые договоренности» с Москвой. В завершение представитель Китая встретился с Владимиром Путиным, президент РФ попросил передать наилучшие пожелания главе Китая Си Цзиньпиню.
| |  |  |  |
| Реверсы двух золотых и двух серебряных монет России 1999 и 2019 годов, посвящённых годовщинам установления дипломатических отношений России и КНР |  |  |  |

20 марта 2023 года глава Китая Си Цзипин посетил Москву с трехдневным официальным визитом. По его результатам главы России и Китая подписали совместное заявление об углублении стратегического партнерства двух стран. Было подчеркнуто, что оба лидера выступают за урегулирование российско-украинской войны мирным путём. Обе страны выступили против практики какой-либо страны или группы стран добиваться преимуществ в военной, политической и других областях в ущерб законным интересам безопасности других стран. Владимир Путин заявил, что российско-китайские отношения находятся в высшей точке за всю их историю.
Washington Post отметил, общие точки в позиции двух лидеров. Согласно приведенной оценке, Россия и Китай остаются близкими партнерами, связанными общей враждебностью к Америке и ее союзникам.
В марте 2023 года бывший помощник экс-президента США Дональда Трампа по нацбезопасности Джон Болтон заявил, что Россия и Китай образуют ось, к которой примкнут КНДР и Иран. 26 марта Владимир Путин сообщил, что выстраиваемые отношения между Россий и Китаем не являются военным союзом.
26 апреля 2023 года Китай впервые проголосовал Генеральной ассамблеи ООН за резолюцию косвенно осуждающую российскую агрессию против Украины, в резолюции говорилось о беспрецедентных вызовах, стоящих перед Европой «после агрессии Российской Федерации против Украины, а до этого против Грузии».
В мае 2023 года Михаил Мишустин во время визита в Китай сообщил направления, по которым предполагается развитие отношений между странами: реализация крупных проектов в области возобновляемых источников энергии, машиностроение для топливно-энергетического комплекса, поставки углеводородов на долгосрочной основе. Общая сумма 80 инвестиционных проектов России и Китая превысила на тот момент 165 млрд долларов.

## Пограничное урегулирование
В 2005 году состоялась ратификация Государственной думой РФ и Всекитайским собранием народных представителей дополнительного соглашения между РФ и КНР о российско-китайской государственной границе в её восточной части. Этот процесс завершил урегулирование пограничных проблем в отношениях России и КНР — многолетний переговорный процесс, который был начат ещё СССР и КНР в 1964 и который, помимо переговоров дипломатов, сопровождался ещё и кровопролитием с обеих сторон.
Дополнительное соглашение определяет линию прохождения границы в районе острова Большой в верховьях реки Аргунь (Забайкальский край) и территории островов Тарабаров и Большой Уссурийский на Амуре. Эти два участка составляют менее 2 % общей протяжённости границы в 4,3 тыс. км. Соглашение предусматривает равное распределение районов общей площадью 380 км²., не согласованных при заключении предыдущего соглашения между СССР и КНР о советско-китайской государственной границе на её восточной части от 16 мая 1991. Граница будет зафиксирована по фарватеру судоходных рек, а для несудоходных — по середине реки. Документ был подписан главами государств 14 октября 2004.
Подписание и ратификация соглашений с российской стороны была воспринята в штыки российскими патриотически-государственническими политическими кругами, рассматривающими их как уступку Китаю исконно русских территорий. По мнению МИД России, подписание и ратификация этого соглашения не означает ни уступок, ни передачи «российских территорий Китаю, и речь не идёт о каких-то территориальных завоеваниях этой страной нашей территории».
В августе 2005 года прошли первые совместные российско-китайские военные учения.
В августе 2012 года в процессе демаркации между Россией и КНР возникли разногласия по линии прохождения государственной границы на западном участке российско-китайской границы. Китай требует смещения линии государственной границы вглубь территории России. Площадь территориальных претензий КНР к России достигает 17 гектар.

## Проблемы территориальной целостности КНР

### Тайваньская проблема
Статья по теме: Российско-тайваньские отношения
Россия поддерживает принцип территориальной целостности КНР. После принятия Китайской Народной Республикой в марте 2005 года закона «О противодействии расколу страны» президент Путин заявил о своей однозначной поддержке этого закона. При этом акцент делается на необходимость использования политических средств для обеспечения территориального единства Китая.
МИД РФ высказал «понимание мотивов» принятия данного закона. По словам официального представителя МИД РФ А. Яковенко, «мы считаем, что в мире существует только один Китай, неотъемлемой частью которого является Тайвань. Исходя из этого, выступаем против независимости Тайваня в какой бы то ни было форме, не приемлем концепций „двух Китаев“ или „одного Китая и одного Тайваня“». (подробнее см. КНР и Тайвань).
Экономические, научно-технические, культурные и другие неофициальные связи между Россией и Тайванем осуществляются отдельными гражданами и неправительственными организациями, при этом в российско-тайваньских контактах не могут использоваться государственная символика России и символика и название Китайской Республики. На Тайване действует представительство неправительственной Московско-Тайбэйской координационной комиссии по экономическому и культурному сотрудничеству, отстаивающей российские интересы, а в Москве — схожей Тайбэйско-Московской координационной комиссии по экономическому и культурному сотрудничеству.

### Тибет
Китай установил свою власть над Тибетом в 1950, и с тех пор Тибет для руководства СССР и России всегда представлял собой неотъемлемую часть КНР.
С 2001 по 2004 Россия отказывала в предоставлении въездной визы для Духовного главы буддистов мира и религиозного лидера Тибета Далай-ламы XIV Агвана Лобсана Тенцзина Гьяцо, почитаемого российскими гражданами, исповедующими буддизм (в основном в Калмыкии, Тыве, Бурятии и двух бурятских автономных округах).
До этого Далай-лама в течение 1979—1996 семь раз посещал российских буддистов. В 1994, находясь в Москве, он даже выступал в Госдуме. Однако чем более прочным становилось российско-китайское партнёрство, тем труднее было Далай-ламе попасть в Россию. Лишь в конце ноября 2004 ему вновь было разрешено побывать в Калмыкии с одним условием — отказа от каких-либо контактов с официальными лицами. С тех пор в визе вновь отказывают под разными предлогами.

### Дальний Восток

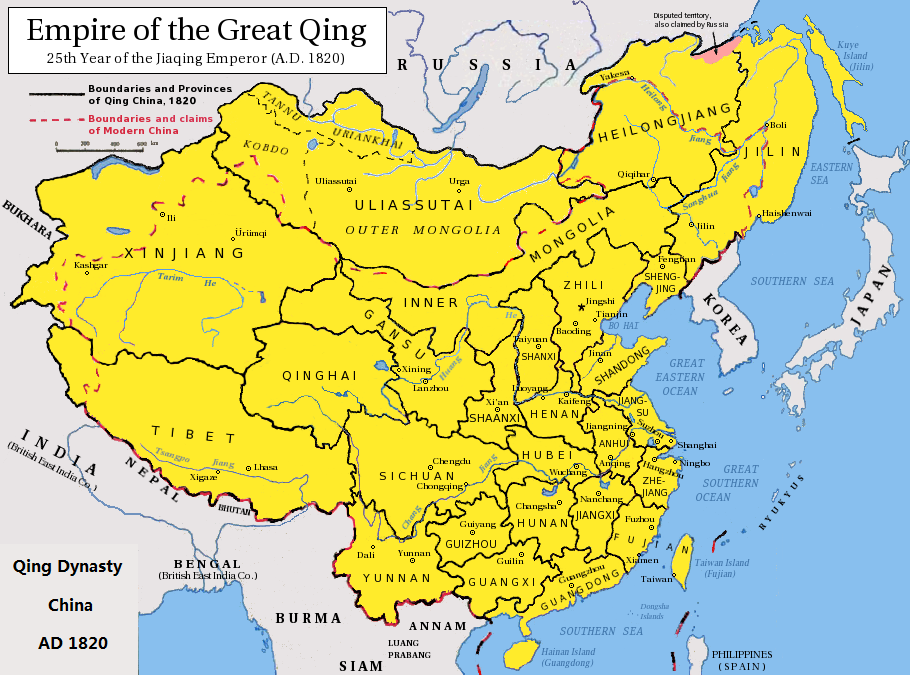
Границы Китая в 1820 году

В 1409 году Империя Мин заложила военную заставу провинции Нурган (奴兒干都指揮使司). Застава располагалось близ нынешнего посёлка Тыр Хабаровского края. Застава послужила китайцам отправным пунктом для установления суверенитета над племенами Приамурья, включая племена на острове Сахалин. В 1413 году при заставе был возведен буддийский храм, в честь чего была воздвигнута сохранившаяся до нашего времени Тырская стела.
В 1640—1650 годах сопротивление дауров и других вассалов Империи Цин переросло в пограничный конфликт между Российской Империей и Цин. В 1689 году по итогам войны стороны заключили Нерчинский договор, согласно которому Россия признала Приамурье китайскими владениями. В 1727 году стороны заключили Кяхтинский договор о разграничении и торговле. Договор подтвердил условия Нерчинского и Буринского (1727) договоров.
В 1858 году был заключен Айгунский договор, согласно которому Приамурье вошло в состав России.
Ряд специалистов отмечает, что — несмотря на декларируемое достигнутое соглашение о российско-китайской границе — китайская сторона, по сути, не считает существующее положение окончательным и приемлемым для себя; а полностью контролируемые государством китайские СМИ, работающие внутри страны, продолжают утверждать, что значительная часть территории нынешнего Дальнего Востока РФ была ранее отторгнута от Китая в результате «неравноправных договоров» (то есть — что её нужно вернуть). В современной китайской историографии, даже Нерчинский договор (по которому Россия признала Приамурье китайским), рассматривается как уступка с китайской стороны. Одновременно с этим, договор рассматривается как победа над русскими, покусившимися на исконно китайские земли.

## Экономическое сотрудничество

### Дореволюционный период
Первый (казённый) караван был отправлен из Москвы в Цинскую империю в 1698 году (пересёк китайскую границу только в 1699 году). 25 августа 1728 года был открыт торг между Россией и Китаем через Кяхту, в 1735 году в России была введена смертная казнь для частных лиц за вывоз китайского ревеня из Сибири (торговля этим товаром была объявлена казённой монополией).
В 1762 году караванная торговля с Китаем была передана в частные руки, к тому времени Поднебесная была заметным партнёром Москвы: на Цинскую империю в 1760 году пришлось 7,5 % внешнеторгового оборота России. Важнейшим товаром российского экспорта в Цинскую империю в XVIII веке была пушнина. Потом почти единственным товаром, поставляемым из Поднебесной в Россию, стал чай — в 1812—1817 годы на него приходилось 68,3 % импорта из Китая через Кяхту, в 1839—1845 годах уже 98,0 %. До начала XIX века также осуществлялись большие поставки тканей из Цинской империи — в 1812—1817 годах на бумажные ткани пришлось 26,0 % китайского экспорта в Россию, а на шёлк 2,1 %, но к 1830-м годам эти товары почти перестали закупать. Торговля в Кяхте носила меновой характер, кроме того по правилам 1800 года был запрещён вывоз в Китай денег, золота и серебра в слитках, оружия и пороха, а также ввоз из Поднебесной соли, водки, кож и скота. В 1812—1852 годах структура российского экспорта в Китай резко изменилась: упала доля пушнины с 62 до 18 %, зато возросла доля фабричных изделий (кож, тканей, металлических изделий и т. п.) с 38 до 82 %. Основным товаром русского экспорта в XIX веке стало отечественное и иностранное (до 1840 года) сукно и бумажные изделия (338 тыс. аршин в 1813 году и 3,3 млн аршин в 1852 году). В середине XIX века в связи с «открытием» Китая и началом поставок чая через Суэцкий канал таможня в Кяхте была упразднена. В XIX веке более скромная, чем в Кяхте торговля осуществлялась с Китаем также через Среднюю Азию и Казахстан — на этом направлении поставки чая в Россию выросли с 1420 пудов в 1836 году до 44 815 пудов в 1854 году. В последние годы существования Российской империи Китай был важным торговым партнёром Москвы: на Поднебесную в 1913 году приходилось 2,1 % российского экспорта и 6,1 % импорта. В начале XX века Россия также была одним из крупнейших иностранных инвесторов в экономику Северо-Востока Китая: в 1902 году на Москву пришлось 30,3 % иностранных инвестиций в данный регион, а в 1914 году 15,4 % (падение связано с поражением в русско-японской войне).

### Торговля

#### Советско-китайская торговля
Советская Россия и Китай (особенно Маньчжурия и Синьцзян) так нуждались друг в друге, что двусторонняя торговля была очень быстро восстановлена. Уже в 1920 году власти Синьцзяна с согласия пекинских властей пригласили в Кульджу для переговоров советскую торгово-дипломатическую миссию, в ходе которых 27 мая 1920 года было заключено двустороннее Илийское соглашение, предусматривавшее учреждение в Кульдже советского агентства для торговых вопросов, а также регламентирующее торговлю между СУАР и Советской Россией.
В 1920-е годы из Синьцзяна в СССР поставлялись кожи, шерсть, пушнина, шёлк-сырец, хлопок, чай, табак, лошади, скот, сухофрукты, а вывозились в Синьцзян из СССР сахар, спички, нефтепродукты, хлопчатобумажные ткани, нитки, железные и чугунные изделия, посуда и т. п..
В 1930-е годы СССР доминировал во внешней торговле Синьцзяна.
В Северо-Восточном Китае влияние СССР было очень сильно благодаря находившейся в собственности двух стран КВЖД, которую обслуживало большое количество советских граждан. Но после продажи КВЖД советское влияние в Северо-Восточном Китае резко сократилось.
Данные по объёму советско-китайской торговли следующие (млрд долларов):
в 1980 году — 0,492,
в 1985 году — 1,881,
в 1990 году — 5,4,
в 1991 году — 3,9.
Доля СССР во внешнеторговом обороте КНР тем не менее была существенной:
в 1980 году — 1,3 %,
в 1985 — 3,1 %,
в 1990 — 3,8 %,
в 1991 — 2,9 %.

#### Российско-китайская торговля

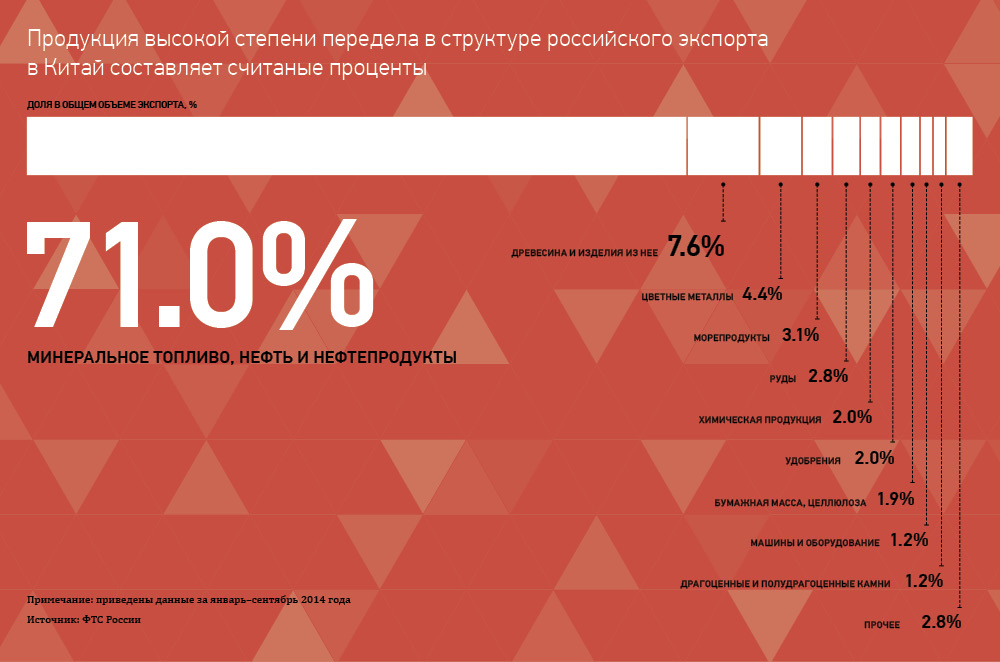
Структура российского экспорта в Китай в январе—сентябре 2014 года.

В 1993—2004 гг. структура российско-китайской торговли претерпела существенные изменения. Доля машин и оборудования в российском экспорте за этот период упала с 35,2 % до 4,9 %, чёрных металлов в 41,4 % до 12,4 %. Зато в этот период резко возросла в структуре экспорта РФ доля древесины и изделий из неё — с 0,9 до 11,7 %, минерального топлива, нефти и нефтепродуктов — с 4,2 до 34,8 %, рыбы, моллюсков и ракообразных — с 1,5 до 6,5 %, бумажной массы и целлюлозы — с 0,2 до 3,6 %.

Российский импорт из КНР в 1993—2004 гг. также претерпел некоторые изменения: доля машин и оборудования возросла с 7,1 % до 16,9 %, пушнины с 1,1 % до 13,2 %.
В 2004 году объём российско-китайской торговли составил 21,2 млрд долларов.
Для российско-китайской торговли в 2004—2012 гг. было характерно увеличение доли КНР в общем импорте России с 6,3 % до 16,5 %. Также в 2004—2012 годы возросла доля КНР в экспорте России с 5,6 % до 6,8 %.
Доля России во внешней торговле КНР скромна — в 2012 году на РФ пришлось 2,3 % внешнеторгового оборота Поднебесной (правда в 2004 этот показатель составил лишь 1,8 %). Зато на Китай в 2012 году пришлось 10,4 % внешнеторгового оборота РФ (в 2004 году — 5,8 %). В 2012 году Россия обеспечила 20,6 % нефтепродуктов, 9,1 % сырой нефти, 7,2 % угля, 1,8 % железной руды, импортированных в КНР. Оборот китайско-российской торговли в 2014 году по данным Главного таможенного управления КНР составил 95,3 млрд долларов США, в том числе российский экспорт 41,6 млрд долларов (доля минерального топлива и нефтепродуктов в нём составила 71,63 %). Структура российского экспорта (2014 год): 71,63 % нефть, нефтепродукты и минеральное топливо, 6,97 % древесина, 3,96 % цветные металлы, 3,05 % рыба и моллюски, 2,89 % руда, 2,25 % удобрения, 1,22 % драгоценные камни, 1,12 % машины и оборудование). Импорт из КНР (2011 год): 40,9 % машины и оборудование, 9,3 % химические товары, 6,3 % обувь, 5,4 % текстильная одежда, 5,2 % трикотажная одежда. Из новых товаров российского экспорта стоит назвать электроэнергию (первые поставки были в 2009 году); в 2012 году РФ экспортировала в Китай 2,63 млрд квт-ч, 24 млн тонн нефти и 19,3 млн тонн угля. Китай занимает ключевые позиции в российском импорте обуви (78 % российского ввоза этого товара в 2012 году).
- За 2014 год товарооборот между двумя странами составил 88,4 млрд долл.[98].
- За 2017 год товарооборот вырос на 20,8 %, а за 2018 год — на 27,1 % и превысил 107 млрд долл.[99]. Санкции Запада против России стимулируют рост торгового оборота между Россией и Китаем, расширению сотрудничества и построению транспортной российско-китайской инфраструктуры: «Санкции против России привели к естественному высвобождению значительного числа ниш на российском рынке к большой радости Китая, а теперь уже и России. Это позволило нам создать новые торговые и логистические маршруты, новые инвестиционные возможности», — заместитель Министра иностранных дел РФ Александр Панкин[100].
- В 2021 году товарооборот составил 140 млрд долл., что стало максимальным объёмом в год за весь период[101].

С 2022 года:
- В 2022 году товарооборот увеличился на треть, до 185 млрд долл. Импорт основных товаров из РФ и КНР вырос на 52 % по сравнению с 2021 годом и составил 88,3 млрд долларов.
- На 2023 год Китай признается ключевым партнером страны в условиях внешней конъюнктуры. За I квартал объём торговли между странами вырос на 24,5 % — до 51,9 млрд долл.[102]; по мнению президента РФ В. Путина, объём товарооборота превысит 200 млрд долл.[103]. Также, заменив ушедших из России западных производителей, в 2023 году Китай стал крупнейшим поставщиком автомобилей в Россию: государственное компании Chery Automobile Co., Zhejiang Geely Holding Group Co. и Great Wall Motor Co. заняли треть рынка новых автомобилей РФ (в 2022 году экспорт китайских машин составил 162 тыс. единиц, в первой половине 2023—287 тыс.)[104].

Согласно исследованию Рейтер, с мая 2022 года по май 2023 года, КНР существенно увеличила долю юаня при покупке товаров из России; расчеты с РФ за нефть, уголь и отдельные металлы практически полностью переведены на китайскую валюту.
Природный газ
Введён в строй магистральный газопровод Сила Сибири. Планируется к вводу в строй Сила Сибири — 2.

4 февраля 2022 года Газпром и CNPC подписали контракт на поставку в Китай 10 млрд м³ газа в год. Поставки планируется осуществлять из Дальнего Востока. Вместе с поставками по газопроводу «Сила Сибири» поставки газа в Китай достигнут 48 млрд м3 в год. 

Китайская Корпорация энергетической промышленности «Чжуню Синьсин» готовится к строительству в Приморском крае крупнотоннажного завода по производству сжиженного природного газа мощностью 7 млн тонн в год; также проекты малотоннажного завода СПГ мощностью до 80 тыс. тонн в год на территории Хабаровского края и логистического комплекса по перевалке СУГ в Еврейской автономной области.
В 2022 году импорт газа в Китай по трубопроводу «Сила Сибири» составил 16 млрд кубометров на сумму 4 млрд долларов. К 2023 году КНР начала полностью оплачивать эти поставки в китайской валюте. При этом. В 2022 Китай за доллары импортировал из России 6,5 млн тонн СПГ стоимостью 6,7 млрд в валюте США. Согласно данным Reuters, в ближайшие году Китай начнет покупать газ с разработок на Сахалине, в рамках 30-летнего соглашения, подписанного в феврале 2022 года. Ожидаемый объем поставок — 10 млрд кубометров в год.
Нефть
4 февраля 2022 года между ПАО НК «Роснефть» и CNPC заключён договор на поставку 100 млн тонн нефти в течение 10 лет.
Введён в строй магистральный нефтепровод — ответвление от ВСТО «Сковородино-Мохэ». По данному нефтепроводу нефть поставляется в северные районы Китая.
В 2023 году Россия стала крупнейшим экспортёром нефти в Китай и обогнала Саудовскую Аравию, поставляя 2,05 млн баррелей, что составило 13,7 млрд долларов за квартал. Китайская госкомпания CNPC отдельно приобретает у «Роснефти» порядка 800 тыс. баррелей сутки. С середины 2022 года CNPC полностью оплачивает эти поставки в юанях.
Уголь
По сообщению Reuters, в августе 2022 года, импорт угля из России в Китай достиг самого высокого уровня за все время наблюдения с 2017 года. Объём поставок составил 8,54 млн тонн, что на 57 % выше, чем за аналогичный период прошлого года.
2022 года Россия поставила в Китай угля на сумму 12,2 млрд долларов. По данным китайских импортеров практически все расчеты были проведены в юанях.
Металлы
В 2022 году РФ продала в Китай рафинированных меди и никеля на 16 % больше чем в 2021 году на сумму в 5,1 млрд долларов. Цены на российский металл устанавливались на Шанхайской фьючерсной бирже. По данным Reuters в расчетах между сторонами увеличилась доля китайской валюты.
Электроэнергия
Осуществляются поставки электроэнергии из России в северную часть КНР.
Древесина
Большие масштабы приобрёл экспорт из России древесины ценных пород деревьев, при этом большая часть деревьев вырубается незаконно, с нанесением значительного экономического и экологического ущерба для РФ; принятие закона 473-ФЗ (2014) создало более благоприятные условия для экспансии китайского бизнеса в РФ, и усугубило негативные экологические последствия от деятельности предпринимателей. Результат деятельности лесозаготовителей (выявляемый, в том числе, за путём анализа снимков со спутников) вызывает возмущение местного населения, и создаёт угрозу для среды обитания коренных народов.

#### Приграничная торговля

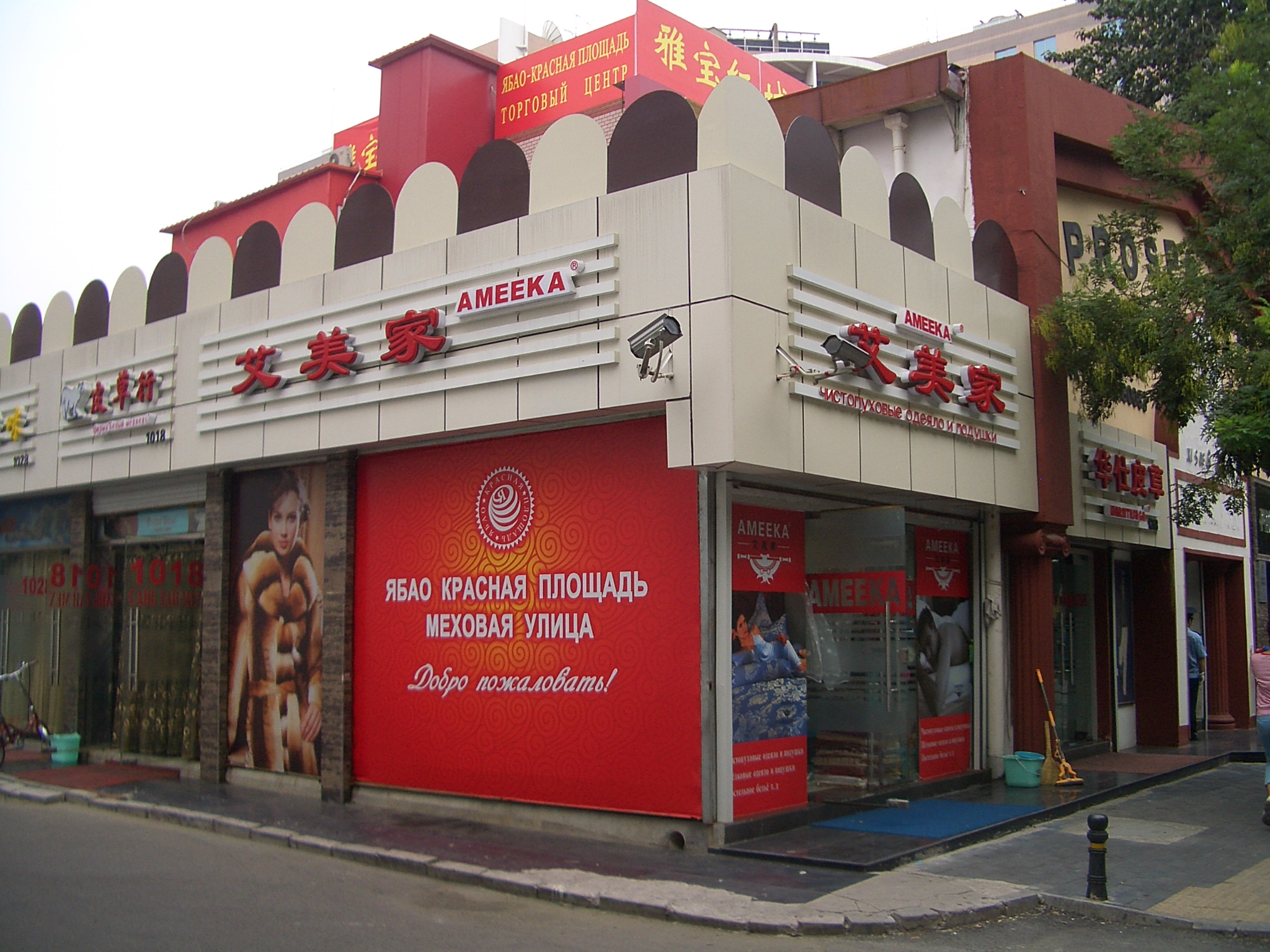
На пекинской улице Ябао

Россия играет ключевую роль во внешней торговле пограничной китайской провинции Хэйлунцзян (в 2013 году на РФ пришлось 57,5 % объёма всей внешней торговли этой провинции КНР. При этом роль Хэйлунцзян растёт: в 2003 году на провинцию приходилось 18,75 % российско-китайского товарооборота, а в 2013 году уже 25,10 %. Объём товарооборота между РФ и Хэйлунцзян вырос в 2003—2013 годах с 2,955 до 22,360 млрд долларов. 

КНР в 1992 году создали четыре «зоны приграничного экономического сотрудничества», где ведётся приграничная торговля и местное производство:
Хэйхэ (площадь 41,6 км², объём внешней торговли в 2007 году составил 100 млн долларов, ориентирована на Благовещенск),
Суйфэньхэ (площадь 5 км², в 2009 году объём приграничной торговли через зону составил 1,52 млрд долларов, ориентирована на Пограничный),
Маньчжурия (площадь 70 км², объём приграничной торговли в 2007 году составил 8,4 млрд долларов, ориентирована на Забайкальск),
Хуньчунь (площадь 5 км², объём приграничной торговли в 2007 году составил 676,8 млн долларов, ориентирована на Зарубино). 

Также в 2000 году была создана российско-китайская зона приграничной торговли Дуннин — Полтавка, где существует безвизовый режим граждан двух стран и ограниченный беспошлинный торговый режим; товарооборот зоны Дуннин — Полтавка в 2008 году составил 1,18 млрд долларов, в том числе китайский экспорт в Россию — 1,15 млрд долларов.

### Запланированные проекты
В марте 2006, в ходе очередного визита российского президента Владимира Путина в Китай, было подписано несколько меморандумов в области поставок российских энергоресурсов, которые позволят Китаю повысить свою энергетическую безопасность и получить независимость от внешней политики США и стран Западной Европы. С российской стороны право экспорта энергоносителей было закреплено за государственными компаниями — «Газпромом», «Роснефтью» и РАО ЕЭС (с 2008 года РАО ЕЭС перестала существовать).
Все меморандумы предполагают подготовку долгосрочных контрактов по поставкам в КНР газа, нефти и электроэнергии.
Подписанные документы предусматривают:
- строительство двух газопроводов пропускной способностью 60—80 млрд кубометров газа в год (оценочная стоимость — $10 млрд). В 2009 году добыча собственного природного газа в Китае составила 85,2 млрд м³, потребление — 88,7 млрд м³, при этом потребление стремительно растёт, значительно опережая возможности внутренней добычи[116]. Первый газопровод (западный газопровод «Алтай», позже — «Сила Сибири — 2»), который планировалось построить до 2011 года, пройдёт с Урала через Алтай на западный участок границы России с Китаем и далее будет подключён к китайскому газопроводу Запад-Восток. Его ресурсная база — газовые месторождения Западной Сибири.
 Второй газопровод пройдёт по восточному маршруту, который частично уже построен, — с Сахалина на материк и далее через Хабаровск в Китай. Ресурсы осваиваемого в настоящее время Ковыктинского газоконденсатного месторождения в Иркутской области пока задействовать не планируется.
- строительство ответвления на Китай от проектируемого нефтепровода Восточная Сибирь — Тихий океан. В своё время — в начале века — идею прокладки нефтепровода из Восточной Сибири в Китай и увеличения поставок нефти в эту страну активно лоббировало руководство нефтяной компании ЮКОС, однако с арестом Михаила Ходорковского и последовавшими налоговыми санкциями на компанию компания была вынуждена свернуть практически все свои зарубежные проекты. Вопрос о нескольких вариантах маршрута так называемого Восточного нефтепровода обсуждается вот уже несколько лет. Основными конкурентами в борьбе за российскую нефть являются Китай и Япония.
- создание совместного предприятия в Китае для строительства АЗС и нефтеперерабатывающего завода годовой мощностью 10 млн тонн. Государственная китайская нефтяная компания CNPC также хотела бы приобрести миноритарный пакет акций российской госкомпании «Роснефть».
- подготовку предварительного ТЭО на ежегодную поставку в Китай до 60 млрд кВт·ч электроэнергии. Для реализации этого проекта до 2020 года потребуется ввести 10,8 ГВт генерирующих мощностей (преимущественно ТЭС на базе угольных месторождений Дальнего Востока России) и 3400 км сетей постоянного и переменного тока.

#### Освоение Арктики
По мнению руководителей КНР, природные ресурсы планеты являются общим достоянием человечества, и потому должны справедливо распределяться между всеми заинтересованными сторонами.
Бурный рост численности населения и экономики привёл к тому, что Китаю стало не хватать собственных ресурсов. Например, доля импортируемой нефти растёт, и в 2016 году достигла 2/3 от потребляемой.
Реагируя на проблему, в новый (2015) закон о национальной безопасности включено положение о защите безопасности Китая в Арктике (богатой нефтью, газом и минеральными полезными ископаемыми). По мнению правительства, КНР является «околоарктическим» государством (near-Arctic State), и имеет законное право на использование ресурсов региона. Согласно планируется использование нефти, газа и других ресурсов из арктических районов, в том числе севера РФ и её континентального шельфа. Обладание ими имеет для Китая критическое значение, позволяя продолжать экономический рост и сохранять внутреннюю политическую стабильность.
Также планируется использование Северного морского пути для ускорения перевозки товаров в Европу, и для участия КНР в развитии региона, включая добычу никеля и других минеральных полезных ископаемых на Кольском полуострове, и лесозаготовки в северных районах России.
КНР перешёл от закупки ледоколов за границей к их строительству на своих верфях. China General Nuclear Power Group планирует в 2025 г. завершить строительство самого большого в мире ледокола с двумя ядерными силовыми установками.

### Инвестиции
Российские инвестиции в КНР
В 2001 году в Китае насчитывалось 1100 предприятий с российскими капиталами на общую сумму 220 млн долларов (0,01 % всех иностранных инвестиций в КНР),
в 2004 году уже 1644 предприятия с суммарным объёмом накопленных российских инвестиций в 414 млн долларов (0,08 % от всех иностранных капиталовложений в Поднебесную).

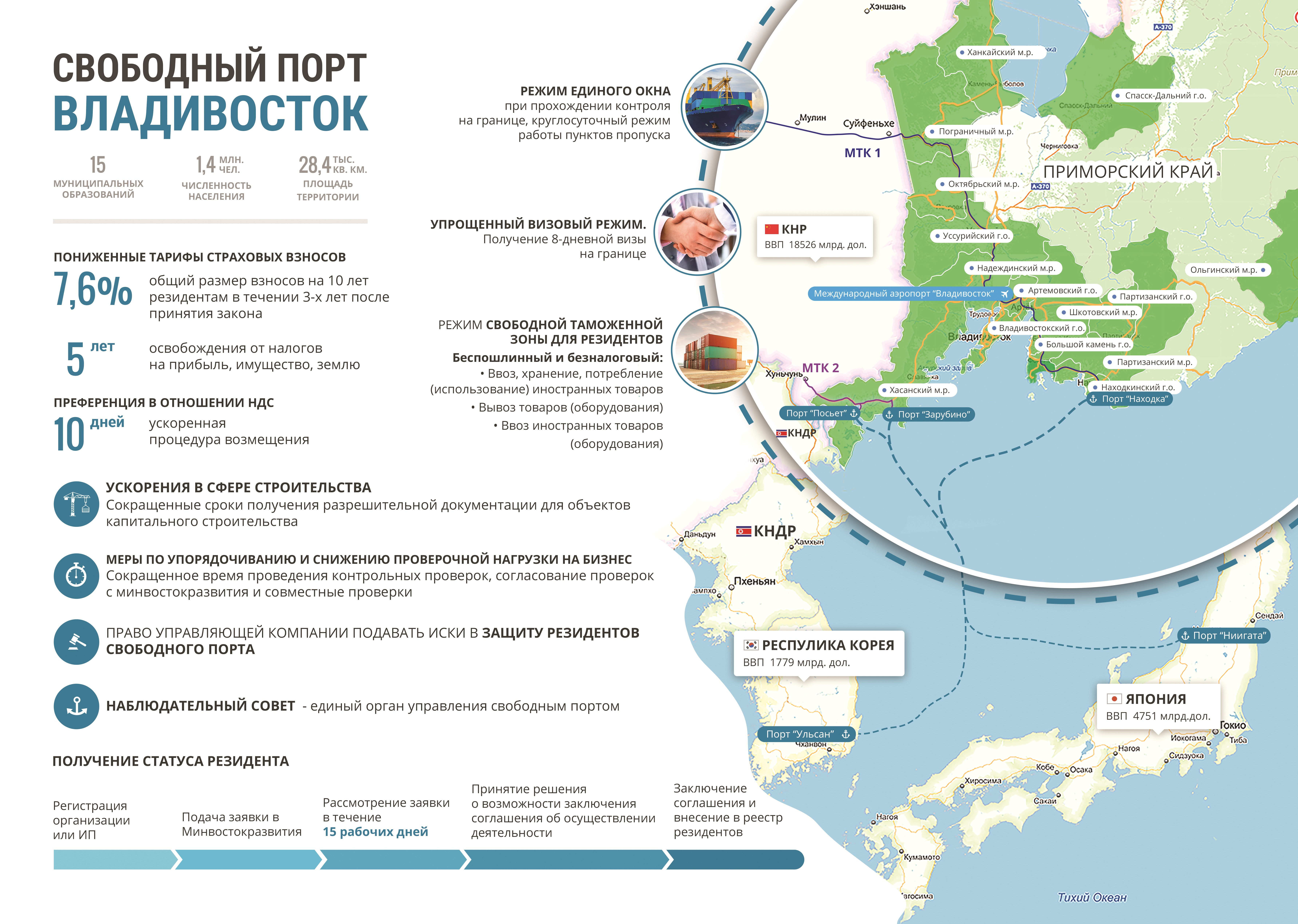
Свободный порт Владивосток

Участие России в строительстве объектов в КНР:
- Тяньваньская АЭС — соглашение о строительстве заключено в 1997 году. В 2004 и 2005 годах сданы в эксплуатацию два агрегата[23]. На январь 2022 года введены в эксплуатацию 6 энергоблоков[124][125]. Начато строительство 7 и 8 энергоблоков[126].

Китайские инвестиции в Россию
В 2012 году на КНР пришлось 1,1 % всех прямых иностранных инвестиций в Россию на общую сумму в 212,2 млн долларов. По состоянию на 2010 год основная доля прямых накопленных китайских инвестиций (54,7 %) пришлась на Северо-Западный федеральный округ России, тогда как на граничащие с КНР Дальневосточный и Сибирский федеральные округа только 10,5 % и 16,2 %. Стоит отметить, что объём прямых инвестиций из Поднебесной в РФ в 2000-е годы сильно колебался по годам: в 2004 году он составил 83,9 млн долларов, в 2005 году — 13,1 млн долларов, в 2006 году — 105,6 млн долларов, в 2007 году — 228,6 млн долларов, в 2008 году — 109,6 млн долларов, в 2009 году — 300,4 млн долларов, в 2010 году — 120,6 млн долларов, в 2011 году — 591,1 млн долларов.
В начале 2001 года в РФ насчитывалось 1300 предприятий с китайским капиталом, а суммарный объём инвестиций из Поднебесной составил 100 млн долларов.
В начале 2004 года в РФ было только 423 предприятия с китайским капиталом, суммарный объём инвестиций из Поднебесной составил уже 546,2 млн долларов.
В 2015 году Россия полностью погасила остаток своего небольшого долга перед КНР, выплатив 400,97 млн швейцарских франков: большая часть этой задолженности была предоставлена во времена СССР.

## Военно-техническое сотрудничество

### Советский период
В 1949—1962 гг. КНР безвозмездно получила 650 лицензий на производство вооружений и военной техники, а в 1958 году (так утверждал Н. С. Хрущёв) Москва заключила с Пекином договор о «производстве» атомной бомбы и дала её «макет», но из-за претензий Пекина на Владивосток, в 1959 году было приостановлено Соглашение 1957 года о сотрудничестве в области атомной промышленности. Кроме того, в 1950—1960 годах в КНР побывало около 10 тыс. советских специалистов-атомщиков.
В 1958 году при поддержке советских специалистов в Китае был запущен первый реактор на тяжёлой воде (см. Атомная энергетика Китая).

### Поставки российского вооружения
«Всестороннее углубление стратегического взаимодействия с Китаем является безусловным приоритетом внешней политики России»,.

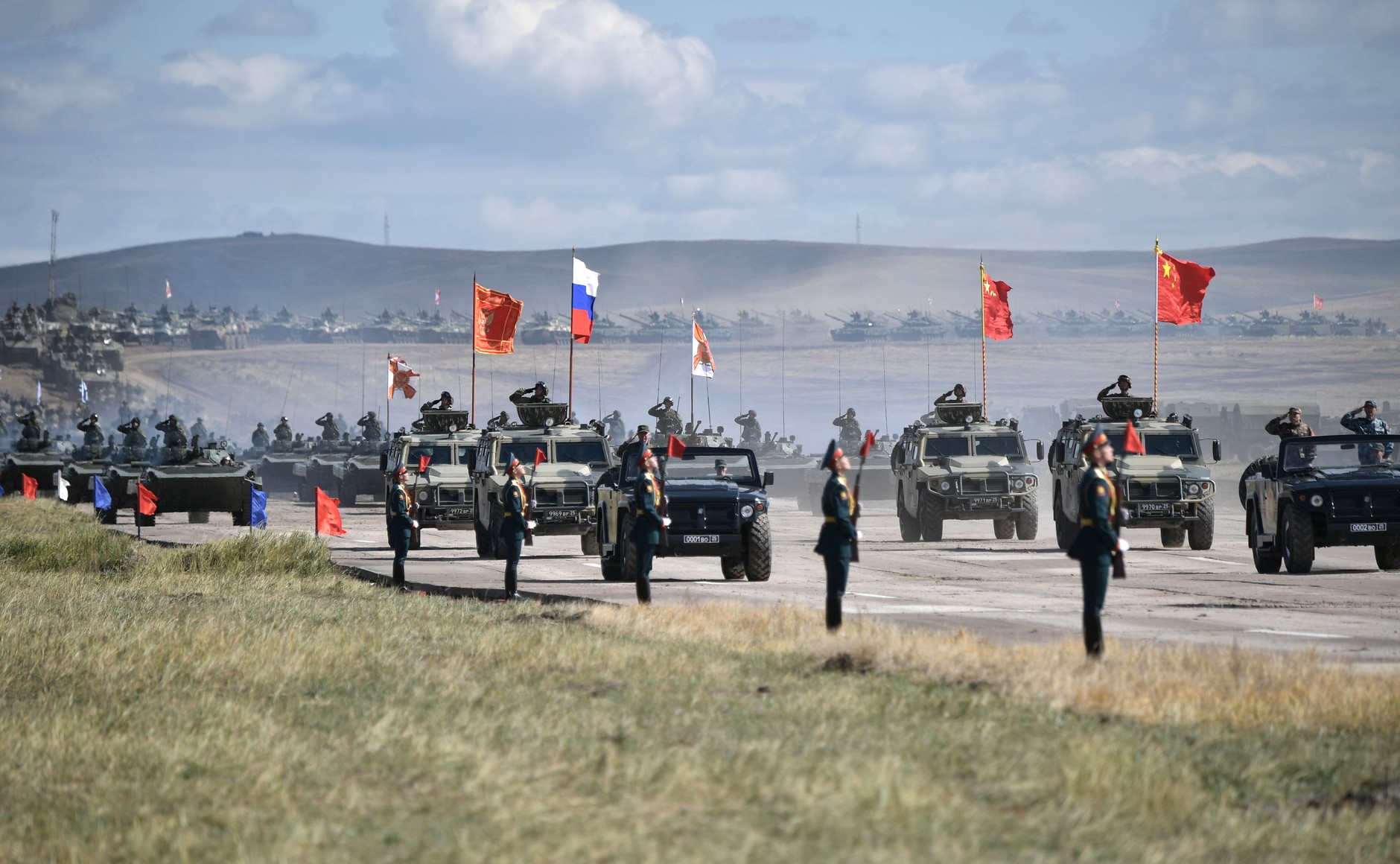
Учения Восток-2018

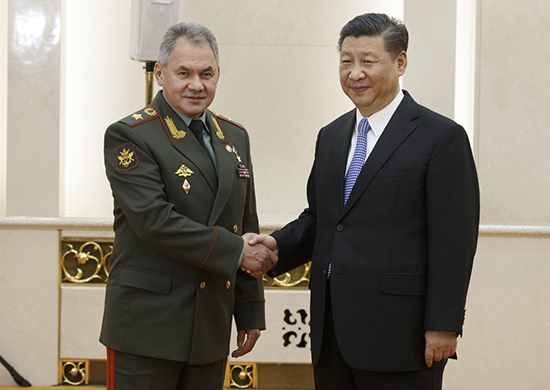
Встреча министра обороны РФ Сергея Шойгу с Председателем КНР Си Цзиньпином, 23 апреля 2018

В 1992 году создана Российско-китайская смешанная межправительственная комиссия по военно-техническому сотрудничеству. Она определяет основные направления взаимодействия и пути реализации проектов между двумя странами в области военного сотрудничества. Комиссия собирается один раз в год поочерёдно в Москве и Пекине.
В 1992—2000 гг. Россия поставила в КНР 281 тяжёлый истребитель Су-27/30.
В 1995 году подтверждён факт продажи в КНР четырёх дизельных подводных лодок класса «Варшавянка».
В 2005 году КНР получила из РФ четыре эсминца и 12 подводных лодок.
С 2000 года в КНР начали поставлять противокорабельные ракеты «Москит». Также Китай получил зенитно-ракетный комплекс «Тор-М», крылатые ракеты М-80Э, управляемые авиабомбы, зенитно-ракетные комплексы С-300 ПМУ1, 200 танков Т-80У и 1200 управляемых реактивных снарядов для их оснащения. Объёмы поставок были очень значительными. В 1992—2002 гг. КНР получила 1 тыс. управляемых артиллерийских снарядов «Краснополь», 1200 ракет «воздух-воздух» малой дальности.

### Выпуск российского вооружения на предприятиях КНР
В 1998 году на авиазаводе в Шэньяне начался выпуск по российской лицензии самолётов Су-27, а в 2004 году там же был собран первый самолёт ДЛРО KJ-2000.
В 2003 году прошли испытания совместного российско-китайского истребителя FC-1. ОКБ имени Яковлева участвовало в разработке учебно-тренировочного самолёта L-15. КНР приобретена лицензия на производство артиллерийских реактивных снарядов с лазерным наведением и управляемых снарядов «Бастион».
По мнению А. Храмчихина, военное сотрудничество РФ и КНР носит характер «выкачивания» из РФ новейших военных технологий (не считая многочисленных случаев их хищений).
Купив лицензию на выпуск копии Су-27, китайская сторона изготовила лишь 105 машин из запланированных 200 (причём из них 40 — учебно-тренировочные, двухместные). Затем в КНР отказалась от лицензионного производства. Вместо этого, был налажен выпуск не-лицензионной копии — J-11B. А худшее качество китайских двигателей по сравнению с АЛ-31Ф стимулировало попытки хищений последних (и комплектующих к ним) в РФ.
После покупки образцов РСЗО «Смерч» в конце 1990-х, был налажен выпуск не-лицензионных копий: PHL-03, и полной копии A-100.

### Военное партнерство
16 апреля 2023 года в Россию с трехдневной поездкой прибыл министр обороны Китая Ли Шанфу, это был его первый международный визит с момента назначения на этот пост. Ли Шанфу оценил партнерство Москвы и Пекина более крепким и устойчивым, чем военно-политические альянсы, созданные во времена холодной войны.

## Сотрудничество в области науки, образования и культуры

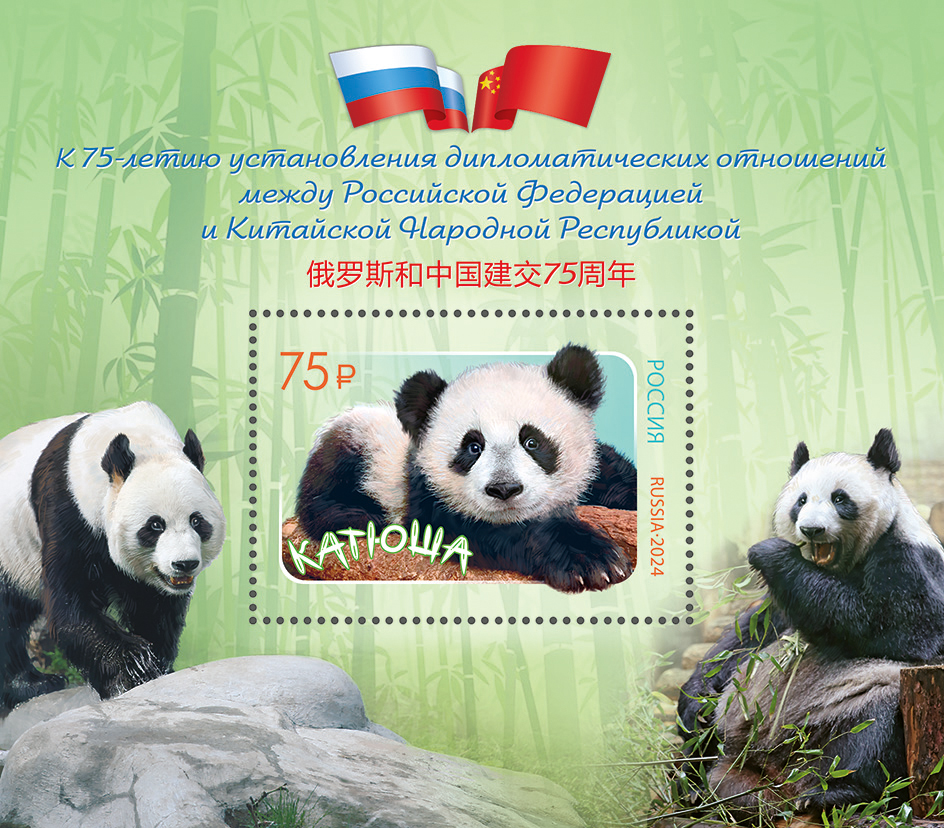
Панда Катюша на почтовом блоке России 2024 года, посвящённом 75-летию установления дипломатических отношений между Российской Федерацией и Китайской Народной Республикой

В послевоенные годы очень активно в СССР публиковали переводы китайских авторов: только в 1946—1960-е годы было издано 976 книг общим тиражом около 43 млн экземпляров.
В 1952—1966 гг. в вузах СССР, по китайским официальным данным, прошли обучение 25 тысяч китайцев. В 1993 году в вузах и НИИ КНР работало более 1 тысячи учёных из России. 

В 1990-е годы развивался студенческий обмен: в 1993 году в вузах России обучалось (главным образом за свой счёт) около 12 тысяч студентов из КНР, а в 1997 году в вузах Поднебесной было около 600 студентов из РФ. По данным Минобрнауки РФ, в начале 2014 года в вузах России обучались уже 23 тысячи китайских студентов, а в Китае—около 15 тысяч российских студентов. В 2014 году в России работали 18 Институтов Конфуция. В 2010 году Институт океанографии Циндао совместно с российским Тихоокеанским океанографическим институтом провели первую российско-китайскую океанографическую экспедицию в Охотском море. В 2000-е годы в КНР были созданы три российско-китайских технопарка: в 2001 году в Цзюйхуа (первый совместный технопарк РФ и КНР), в 2006 году в Чанчуне, в 2006 году инкубатор высоких технологий в Шэньяне. Также создан российско-китайский технопарк в Харбине. В РФ же действует только один российско-китайский технопарк «Дружба», созданный в 2003 году в Москве.
2019: перспективы упрощения визового режима между Россией и Китаем.

### Гуманитарное сотрудничество
В 2004 году КНР передала РФ 600 тыс. долларов на восстановление разрушенных школ Чечни, а Москва помогла пострадавшей от холодов провинции Гуйчжоу, а также провинции Сычуань после землетрясений 2008 и 2010 годов.
В 2010 году Пекин выделил гуманитарной помощи на 3,9 млн долларов на помощь в ликвидации лесных пожаров в России.

### Медицина
Хотя первый медик из России, английский хирург Томас Гарвин, появился в Цинской империи в 1715 году, создание русской сети медицинских учреждений в Поднебесной связано со строительством КВЖД.
Белая эмиграция привела к переселению в Китай большого числа российских медицинских работников. В 1946—1957 гг. в лечебных учреждениях Китая (Синьцзян, Маньчжурия, Пекин) работали более 3 тыс. советских медицинских работников, которые оказали медицинскую помощь 2650 тыс. китайским гражданам.
В 1957 году все советские лечебные учреждения в Китае, а также их оборудование и запасы медикаментов были безвозмездно переданы властям КНР.

### Туризм
Улучшение отношений между СССР и КНР привело к тому, что в 1990 году Китай посетило 109,8 тыс. туристов из Советского Союза. В дальнейшем число туристов из РФ возросло до 1080,0 тыс. в 2000 году и достигло пика в 3123 тыс. в 2008 году. В 2013 году Китай посетили 2186 тыс. российских туристов.
КНР посетили в 2004 году 1790 тыс. туристов из России, что поставило РФ на третье (после Японии и Южной Кореи) место в мире по числу туристов, посетивших Поднебесную.
Газетой «Завтра» отмечается, что при организации туристических поездок граждан КНР в РФ, происходит дискриминация российской стороны (переводчиков, гидов, обслуживающие компании — гостиницы, магазины и др.), так как все средства, потраченные туристами, уходят китайским предпринимателям. Только в их гостиницах размещают туристов; посещаются только их магазины по продаже сувениров и т. п.; российские переводчики остаются без работы, а заменившие их китайцы не всегда дают туристам достоверную информацию.
С 1 августа 2023 года между Россией и Китаем был возобновлён туристический безвизовый режим, приостановленный на время пандемии. Согласно ему, организованные группы от 5 до 50 человек могут приезжать в страну по спискам без визы и пребывать в ней до 15 дней.

### Изучение русского языка в Китае
Началом изучения русского языка в Китае является 1708 год, когда в Цинской империи была открыта первая русская школа. В 1960 году был издан «Большой русско-китайский словарь». На начало 2009 года русский язык преподавался в 61 вузе КНР как основная специальность 652 преподавателями 6415 студентам. По состоянию на начало 2009 года в Китае русский язык как иностранный изучали 30 тыс. студентов (под руководством 600 преподавателей), 70 тыс. школьников в 97 школах.

### Изучение китайского языка в России
В XVIII веке в России был создан ряд школ китайского языка, но они не просуществовали долго: одна школа функционировала в 1739—1741 годах в Тобольске; затем в Петербурге в 1741—1751 годах действовала школа И. К. Россохина, и там же школа А. Л. Леонтьева (1763—1767 годы). В 1798 году при Коллегии иностранных дел была официально учреждена школа для подготовки переводчиков с китайского, татарского, персидского, маньчжурского, турецкого языков. В 1727—1864 годах в Пекин для обучения прибыли 48 учеников из России (Россия была единственной европейской страной, которая получила право по Кяхтинскому договору посылать учеников в Цинскую империю).
В 1970-е годы в России в средних школах разных городов (в том числе Москве, Чите, Владивостоке по общей программе) велось преподавание китайского языка (начиная со 2го класса, позже с 1го). Были изданы учебники китайского языка для средней школы, самоучители, учебники для вузов, выпускалось много словарей разного объема. Китайский язык для разных специальностей преподавался в нескольких вузах страны, в том числе в Институте стран Азии и Африки в Москве, Читинском государственном педагогическом институте (ныне Забайкальский государственный университет) и др.
С 2019 года в Российской Федерации был введен ЕГЭ по китайскому языку.

## Миграция

### Китайских граждан в Россию
Трудовая миграция из КНР в советский период
Перепись 1923 года выявила в Приморье 50 188 китайских рабочих. Начало первой послевоенной волны миграции связано с изданием 17 ноября 1945 года Постановления СНК СССР, которое предусматривало привлечение из Маньчжурии до 50 тыс. рабочих на предприятия золотой, вольфрамово-молибденовой и оловянной промышленности. Хотя реально вероятно удалось набрать гораздо меньше, но вербованные из Поднебесной составили заметную часть рабочей силы на Дальнем Востоке — например, в 1946 году в тресте «Приморзолото» трудились 4 тыс. китайцев, в том числе 800 военнопленных.
Следующая волна трудовой миграции связана с заключением в 1954 году соглашения между СССР и КНР о привлечении для работы в Советский Союз 80 тыс. китайских трудовых мигрантов. Однако, в связи с последующим фактическим разрывом советско-китайских отношений, трудовая миграция стала на многие годы невозможна.

Трудовая миграция из КНР в СССР возобновилась в 1986 году и уже в 1989 году на Дальнем Востоке трудились в строительной отрасли 2363 китайских рабочих.
В 1995 году уже в РФ легально работало 26,5 тысяч китайских рабочих.
Трудовая миграция из КНР после 1991 г.
Одно из основных опасений на сегодняшний день — проблема стихийной и незаконной иммиграции китайских граждан на территорию России, особенно российского Дальнего Востока. Распространено мнение, что если данная тенденция сохранится, то русские на Дальнем Востоке станут национальным меньшинством, более ста миллионов человек живут в трёх провинциях Северо-Восточного Китая, в то время как по другую сторону границы население, проживающее на 6,2 миллионах квадратных километров Дальневосточного федерального округа, сократилось примерно с девяти миллионов в 1991 году до семи миллионов в 2002 году.
Многие эксперты отмечают сильное завышение масштабов «китайской угрозы» в современных СМИ, научно-популярных передачах и выступлениях политиков, полагая, что реальные объёмы иммиграции из Китая пока не позволяют говорить о превращении русских на Дальнем Востоке в «национальное меньшинство» в обозримой перспективе. Тем не менее, по мнению многих русских демографов, число китайцев в России в 34 500 чел. по данным переписи может представлять собой недоучёт, полагая более реальной оценку от 200 000 до 400 000. Например, по оценкам Жанны Зайончковской, руководительницы лабораторией миграции населения Национального экономического института прогнозирования Российской Академии наук, в 2004 году общее количество китайцев в настоящее время в России в любой момент (резидентов или туристов) составляет около 400 000 человек.
Присутствие китайцев в РФ создаёт и другие проблемы: возможность их участия в потенциальном конфликте, как во время Китайско-вьетнамской войны.
Автор статьи в китайском издании не рассматривает возможность военного решения проблемы освоения китайцами не населённой (по его мнению) территории РФ Аналогично, Ли Юаньчао, заместитель председателя КНР отметил необходимость объединения российской территории и трудолюбивого китайского населения, что (по его мнению) приведёт к значительному прогрессу.

### Из России в Китай
За 15 лет (1997—2012) из РФ в КНР на постоянное место жительства выехало 15 404 человека. Пиком стал 2012 год, когда иммигрировали 4358 россиян (в 2011 году — только 507 россиян).

## Международное сотрудничество
Международные организации, в которых состоят обе страны:
- Шанхайская организация сотрудничества
- МАГАТЭ

### Россия — КНР — Индия
Идею создания стратегического треугольника Россия — Индия — Китай первым из известных политических деятелей выдвинул ещё в 1998 году российский премьер-министр Евгений Примаков. Не в состоянии остановить готовившуюся операцию НАТО против Югославии, Примаков призвал к сотрудничеству трёх стран как своего рода противодействию однополярности в мире. Потребовалось, однако, несколько лет для того, чтобы это предложение было поддержано дипломатами.
Первые трёхсторонние встречи в этом формате состоялись в Нью-Йорке в период сессий Генеральной Ассамблеи ООН в 2002 и 2003, а в 2004 — в Алма-Ате в ходе Совещания по взаимодействию и мерам доверия в Азии.
В июне 2005 встреча министров иностранных дел России, Китая и Индии впервые состоялась на территории одного из трёх государств «треугольника» — во Владивостоке.
Взаимодействие трёх государств, суммарное население которых составляет 40 % населения земного шара, позволяет повысить международный вес каждой из них. Судя по заявлениям лидеров трёх стран, их сотрудничество не направлено против кого бы то ни было, но в то же время оно призвано сделать мир многополярным и способствовать демократизации миропорядка.
Каждое из государств, по-видимому, преследует, помимо общих, ещё и индивидуальные интересы:
- Индия и Китай рассчитывают получить доступ к российским энергоносителям — нефти и газу;
- Россия подчёркивает важность практического сотрудничества в борьбе с международным терроризмом, наркотрафиком и другими новыми угрозами (особенно в зоне, прилегающей к территории всех трёх стран, — в Центральной Азии, поскольку возможное усиление исламского экстремизма в этом регионе способно ударить по каждому из трёх государств);
- Индия рассчитывает на поддержку её стремления стать постоянным членом Совета Безопасности ООН; Россия и Китай согласны, что ООН нуждается в реформах; предполагается, что к сентябрьской сессии[какой?] ООН три государства выйдут с совместными предложениями.
- Индия стремилась войти в Шанхайскую организацию сотрудничества (ШОС; вошла в неё в 2017 году вместе с Пакистаном) и играть более активную роль в Центральной Азии.

Сотрудничество в рамках «треугольника» уже позволило начать процесс нормализации отношений между Китаем и Индией и урегулирования пограничных проблем. Полностью урегулированы пограничные вопросы между Китаем и Россией (см. выше).
Наблюдатели указывают на то, что партнёрство трёх государств организационно пока никак не оформлено и, возможно, не примет чётких международно-правовых форм, поскольку это означало бы образование альтернативного США центра силы в Азии и неминуемо вызвало бы их негативную реакцию.
В настоящее время ни одному из трёх государств этого по разным причинам не хотелось бы. В частности, Россия рассматривает США как партнёра в борьбе с распространением ядерного оружия и за поддержание стратегической стабильности в мире.

## Шпионаж
По российской статистике дел о госизмене с 1997 по 2019 год, Китай — в лидерах среди стран, в пользу которых чаще всего действовали осуждённые. За шпионаж или покушение на шпионаж в пользу Китая был арестован ряд российских военных, предпринимателей, учёных. Среди известных ученых: Валентин Данилов, Евгений Афанасьев, Анатолий Маслов, Дмитрий Колкер, Александр Шиплюк.

## В филателии
Отношениям между КНР и СССР посвящён ряд почтовых марок КНР и СССР:

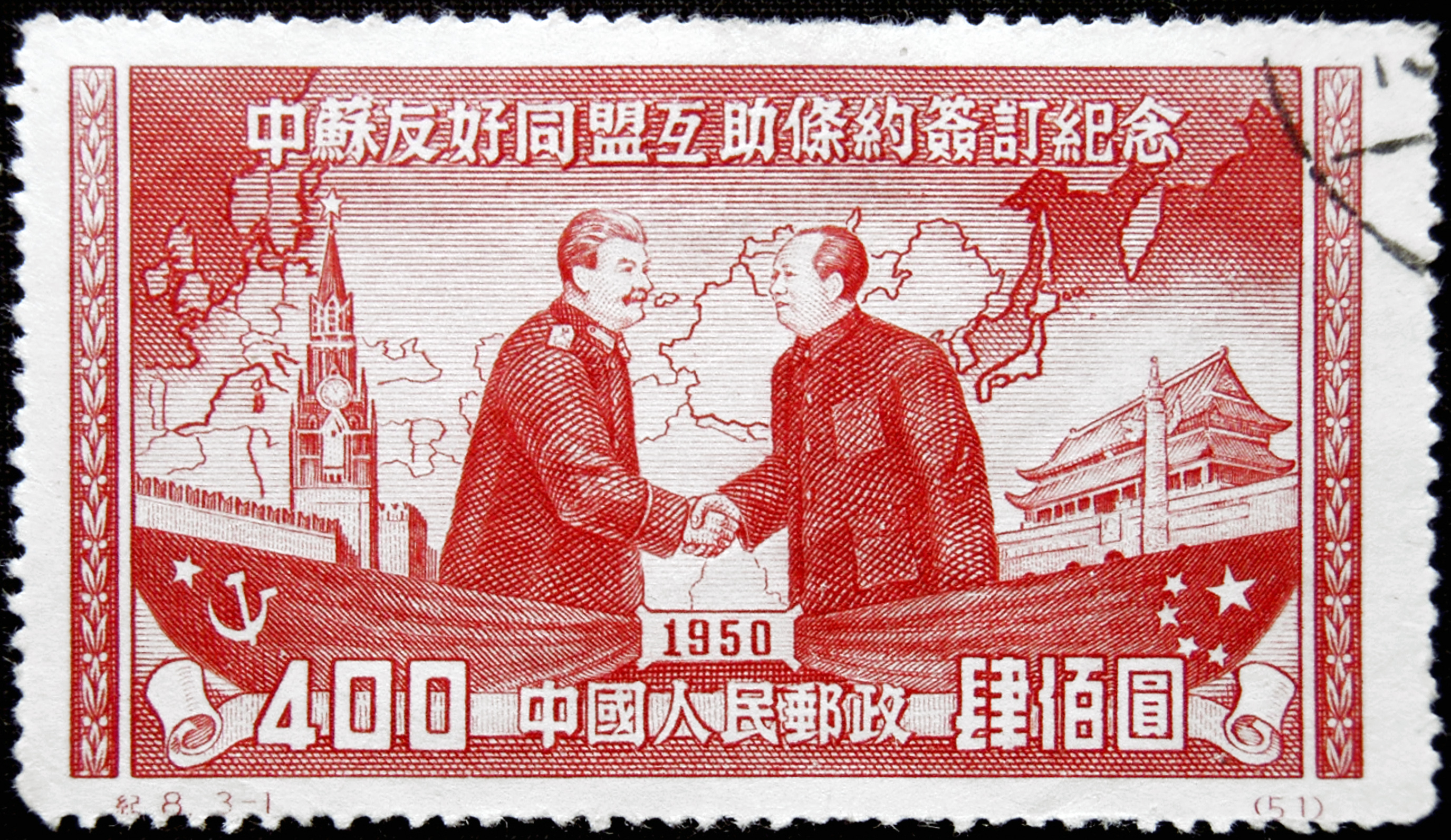
Почтовая марка КНР в память о Советско-китайском договоре о дружбе, союзе и взаимной помощи, 1950.
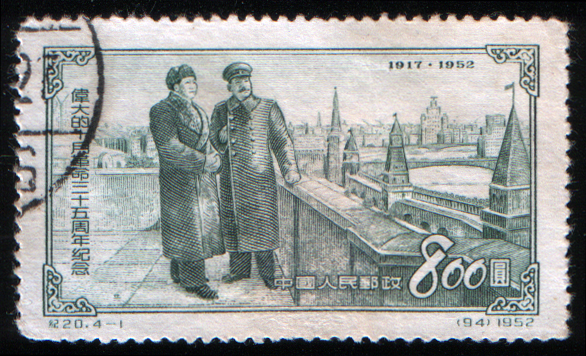
Почтовая марка Китая. Сталин и Мао на крыше Кремля, 1953
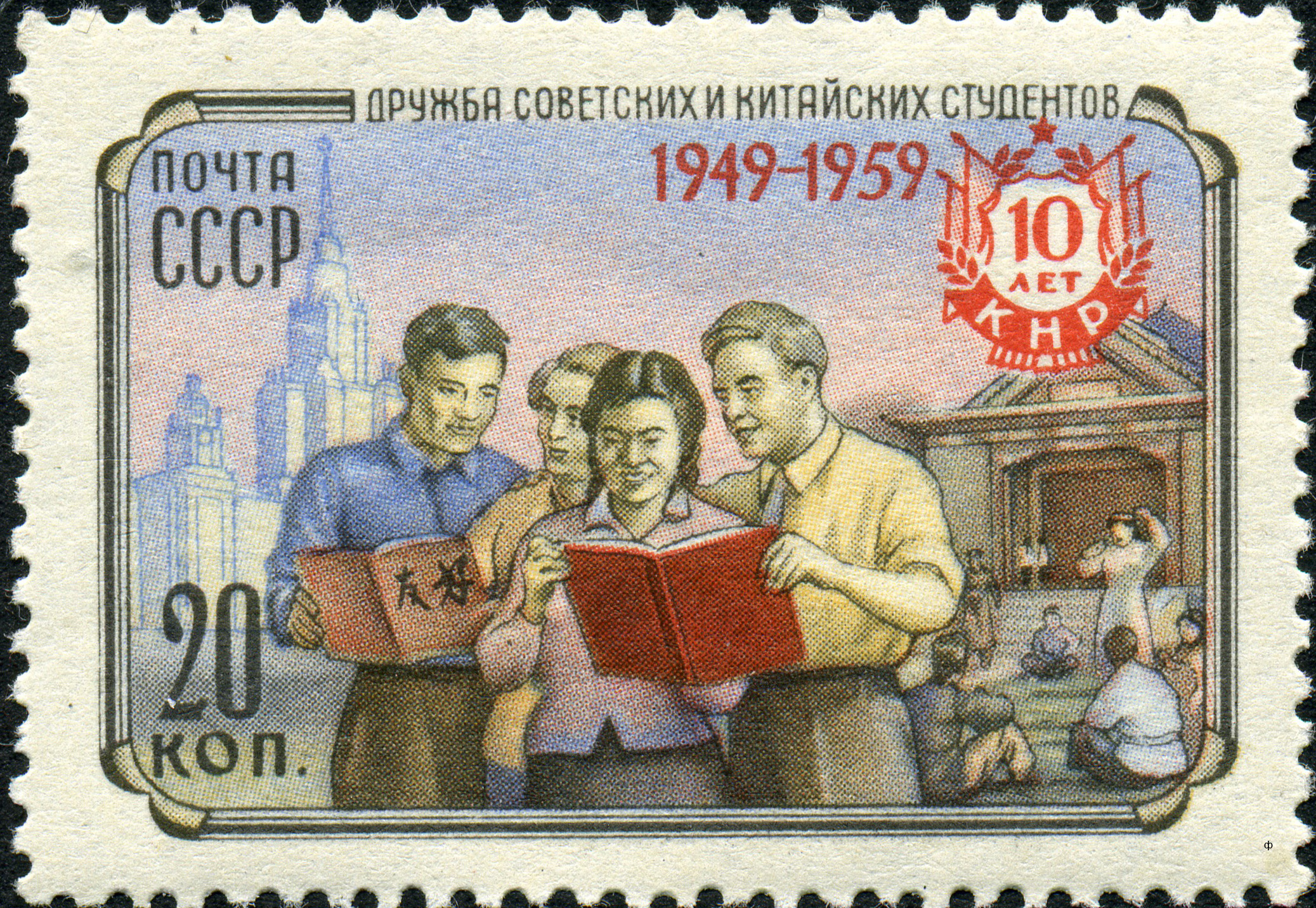
Дружба советских и китайских студентов. Почта СССР, 1959
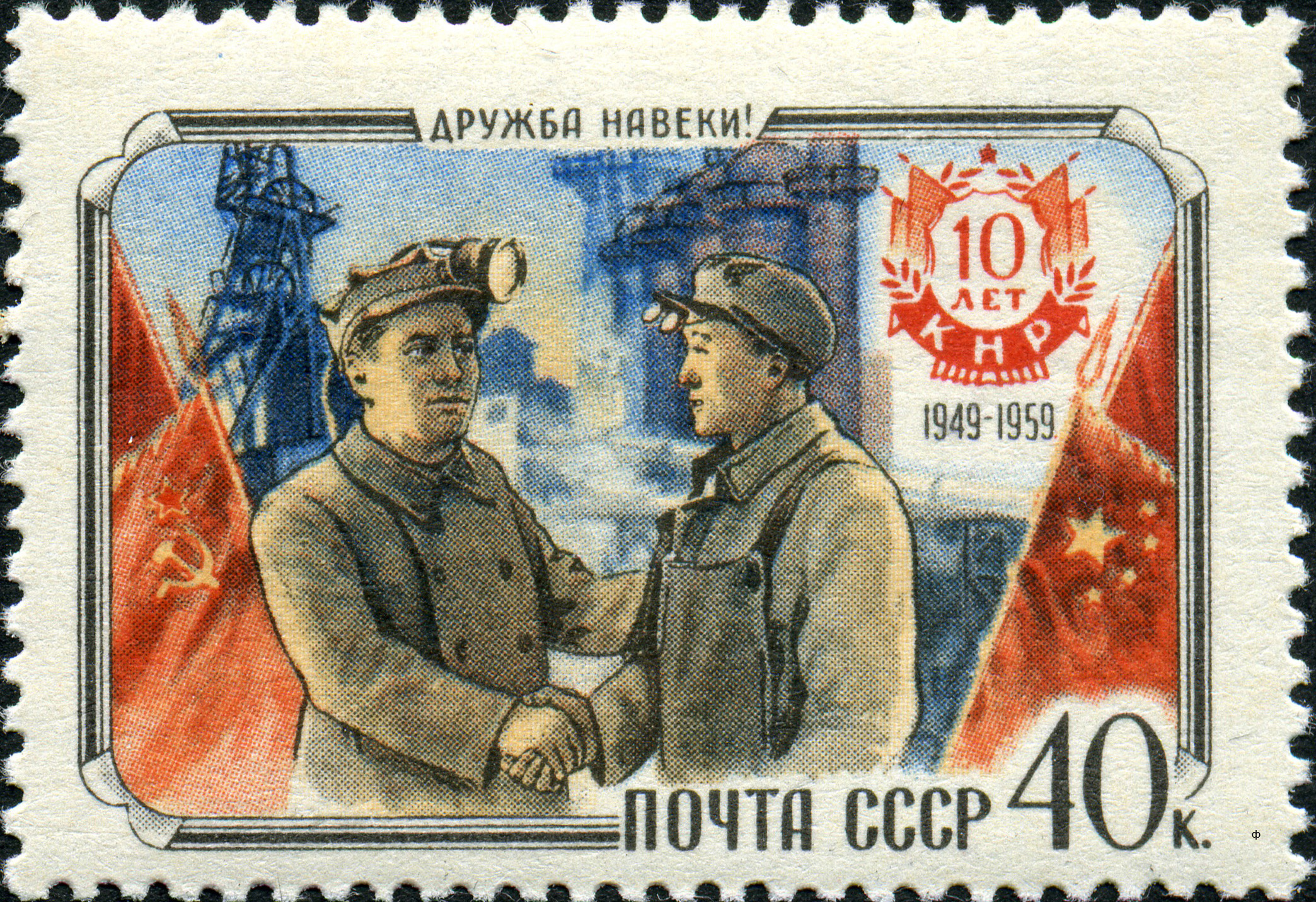
Дружба навеки!. Почта СССР, 1959

## В нумизматике
3 июня 2019 года Банк России выпустил в обращение памятную серебряную номиналом 3 рубля и золотую номиналом 50 рублей монеты «70 лет установления дипломатических отношений с КНР».
Также, увековечены выдающиеся исследователи в области российско-китайских отношений:
XIX век
- Иакинф Бичурин | трад. 乙阿欽特, упр. 乙阿钦特, пиньинь: Yǐāqīntè, палл.: Иациньтэ; в миру Никита Яковлевич Бичурин (1777—1853) — архимандрит Православной российской церкви (1802—1823); востоковед и путешественник, знаток китайского языка, истории, географии и культуры, первый профессиональный русский синолог, получивший общеевропейскую известность.

XXI век
- Владимир Мясников, советский и российский историк, востоковед, китаист, специалист в области российско-китайских отношений, истории внешней политики. Академик Российской Академии наук, доктор исторических наук, профессор. Преподаватель Военно-дипломатической Академии в Москве. Автор около 500 опубликованных книг, монографий и научных трудов.
- Алексей Постников, — доктор технических наук, профессор, специалист в области истории картографии, географии и геополитики в Азии. Автор около 300 опубликованных книг, монографий и других научных трудов. Отдельные работы посвящены истории российско-китайских отношений.
- Владимир Усов — доктор исторических наук, главный научный сотрудник Института Дальнего Востока РАН, руководитель Центра изучения новейшей истории Китая.